# Lista de eventos do Ultimate Fighting Championship
Essa é uma lista de eventos realizados e promovidos pelo Ultimate Fighting Championship (UFC), uma promoção de artes marciais mistas baseada nos Estados Unidos. O primeiro evento do UFC, o UFC 1, aconteceu em 12 de novembro de 1993. Todos os eventos o UFC contém várias lutas. Tradicionalmente, todos os eventos começam com um card preliminar e, logo depois, um card principal, com ao menos uma luta como evento principal.
Alguns eventos futuros estão com link para a página correspondente em inglês, pelo fato de ainda não existir sua correspondente em português.

## Visão geral
Os eventos do UFC são separados em sete diferentes formatos:
- "Numerados", como UFC 166, transmitidos pay-per-view nos EUA, com algumas exceções
- "UFC on Fox", como UFC on Fox: Johnson vs. Moraga, transmitidos na Fox nos EUA
- "UFC Fight Night", como UFC Fight Night: Maia vs. Shields, antigamente transmitidos na Spike TV, atualmente transmitidos na Fox Sports 1 nos EUA
- "The Ultimate Fighter Finale", como The Ultimate Fighter: Team Jones vs. Team Sonnen Finale, transmitidos como parte do reality show The Ultimate Fighter, anteriormente transmitidos pela Spike TV e pela FX, futuramente serão transmitidos na Fox Sports 1 nos EUA
- "UFC on FX" (extinto), como UFC on FX: Belfort vs. Rockhold, anteriormente transmitidos pela FX nos EUA
- "UFC on Fuel TV" (extinto), como UFC on Fuel TV: Nogueira vs. Werdum, anteriormente transmitidos pela Fuel TV nos EUA
- "UFC Live on Versus" (extinto), como UFC Live: Cruz vs. Johnson, anteriormente transmitidos pela Versus nos EUA

Até o UFC 260, que ocorreu em 27 de março de 2020, ocorreram 557 eventos do UFC, eles ocorreram em 161 cidades diferentes em 28 países. O UFC já teve eventos em 35 estados dos Estados Unidos e 8 cidades do Brasil (em sete estados diferentes).

## Eventos (Passado/Presente/Futuro)
| #   | Evento                                                               | Data                     | Local                                        | Cidade                      |
| --- | -------------------------------------------------------------------- | ------------------------ | -------------------------------------------- | --------------------------- |
| 721 | UFC Fight Night: Cannonier vs. Rodrigues                             | 15 de fevereiro de 2025  | UFC Apex                                     | Las Vegas, Nevada           |
| 720 | UFC 312: du Plessis vs. Strickland 2                                 | 8 de fevereiro de 2025   | Qudos Bank Arena                             | Sydney                      |
| 719 | UFC Fight Night: Adesanya vs. Imavov                                 | 1 de fevereiro de 2025   | anb Arena                                    | Riyadh                      |
| 718 | UFC 311: Makhachev vs. Moicano                                       | 18 de janeiro de 2018    | Intuit Dome                                  | Inglewood, California       |
| 717 | UFC Fight Night: Dern vs. Ribas 2                                    | 11 de janeiro de 2025    | UFC Apex                                     | Las Vegas, Nevada           |
| 716 | UFC on ESPN: Covington vs. Buckley                                   | 14 de dezembro de 2024   | Amalie Arena                                 | Tampa, Florida              |
| 715 | UFC 310: Pantoja vs. Asakura                                         | 7 de dezembro de 2024    | T-Mobile Arena                               | Las Vegas, Nevada           |
| 714 | UFC Fight Night: Yan vs. Figueiredo                                  | 23 de novembro de 2024   | Galaxy Arena                                 | Macau                       |
| 713 | UFC 309: Jones vs. Miocic                                            | 16 de novembro de 2024   | Madison Square Garden                        | New York City, New York     |
| 712 | UFC Fight Night: Magny vs. Prates                                    | 9 de novembro de 2024    | UFC Apex                                     | Las Vegas, Nevada           |
| 711 | UFC Fight Night: Moreno vs. Albazi                                   | 2 de novembro de 2024    | Rogers Place                                 | Edmonton, Alberta           |
| 710 | UFC 308: Topuria vs. Holloway                                        | 26 de outubro de 2024    | Etihad Arena                                 | Abu Dhabi                   |
| 709 | UFC Fight Night: Hernandez vs. Pereira                               | 19 de outubro de 2024    | UFC Apex                                     | Las Vegas, Nevada           |
| 708 | UFC Fight Night: Royval vs. Taira                                    | 12 de outubro de 2024    | UFC Apex                                     | Las Vegas, Nevada           |
| 707 | UFC 307: Pereira vs. Rountree Jr.                                    | 5 de outubro de 2024     | Delta Center                                 | Salt Lake City, Utah        |
| 706 | UFC Fight Night: Moicano vs. Saint Denis                             | 28 de setembro de 2024   | Accor Arena                                  | Paris                       |
| 705 | UFC 306: O'Malley vs. Dvalishvili                                    | 14 de setembro de 2024   | Sphere                                       | Las Vegas, Nevada           |
| 704 | UFC Fight Night: Burns vs. Brady                                     | 7 de outubro de 2024     | UFC Apex                                     | Las Vegas, Nevada           |
| 703 | UFC on ESPN: Cannonier vs. Borralho                                  | 24 de agosto de 2024     | UFC Apex                                     | Las Vegas, Nevada           |
| 702 | UFC 305: du Plessis vs. Adesanya                                     | 18 de agosto de 2024     | RAC Arena                                    | Perth                       |
| 701 | UFC on ESPN: Tybura vs. Spivac 2                                     | 10 de agosto de 2024     | UFC Apex                                     | Las Vegas, Nevada           |
| 700 | UFC on ABC: Sandhagen vs. Nurmagomedov                               | 3 de agosto de 2024      | Etihad Arena                                 | Abu Dhabi                   |
| 699 | UFC 304: Edwards vs. Muhammad 2                                      | 27 de julho de 2024      | Co-op Live                                   | Manchester                  |
| 698 | UFC on ESPN: Lemos vs. Jandiroba                                     | 20 de julho de 2024      | UFC Apex                                     | Las Vegas, Nevada           |
| 697 | UFC on ESPN: Namajunas vs. Cortez                                    | 13 de julho de 2024      | Ball Arena                                   | Denver, Colorado            |
| 696 | UFC 303: Pereira vs. Procházka 2                                     | 29 de junho de 2024      | T-Mobile Arena                               | Las Vegas, Nevada           |
| 695 | UFC on ABC: Whittaker vs. Aliskerov                                  | 22 de junho de 2024      | Kingdom Arena                                | Riyadh                      |
| 694 | UFC on ESPN: Perez vs. Taira                                         | 15 de junho de 2024      | UFC Apex                                     | Las Vegas, Nevada           |
| 693 | UFC on ESPN: Cannonier vs. Imavov                                    | 8 de junho de 2024       | KFC Yum! Center                              | Louisville, Kentucky        |
| 692 | UFC 302: Makhachev vs. Poirier                                       | 1 de junho de 2024       | Prudential Center                            | Newark, New Jersey          |
| 691 | UFC Fight Night: Barboza vs. Murphy                                  | 18 de maio de 2024       | UFC Apex                                     | Las Vegas, Nevada           |
| 690 | UFC on ESPN: Lewis vs. Nascimento                                    | 11 de maio de 2024       | Enterprise Center                            | St. Louis, Missouri         |
| 689 | UFC 301: Pantoja vs. Erceg                                           | 4 de maio de 2024        | Farmasi Arena                                | Rio de Janeiro              |
| 688 | UFC on ESPN: Nicolau vs. Perez                                       | 27 de abril de 2024      | UFC Apex                                     | Las Vegas, Nevada           |
| 687 | UFC 300: Pereira vs. Hill                                            | 13 de abril de 2024      | T-Mobile Arena                               | Las Vegas, Nevada           |
| 686 | UFC Fight Night: Allen vs. Curtis 2                                  | 6 de abril de 2024       | UFC Apex                                     | Las Vegas, Nevada           |
| 685 | UFC on ESPN: Blanchfield vs. Fiorot                                  | 30 de março de 2024      | Boardwalk Hall                               | Atlantic City, New Jersey   |
| 684 | UFC on ESPN: Ribas vs. Namajunas                                     | 23 de março de 2024      | UFC Apex                                     | Las Vegas, Nevada           |
| 683 | UFC Fight Night: Tuivasa vs. Tybura                                  | 16 de março de 2024      | UFC Apex                                     | Las Vegas, Nevada           |
| 682 | UFC 299: O'Malley vs. Vera 2                                         | 9 de março de 2024       | Kaseya Center                                | Miami, Florida              |
| 681 | UFC Fight Night: Rozenstruik vs. Gaziev                              | 2 de março de 2024       | UFC Apex                                     | Las Vegas, Nevada           |
| 680 | UFC Fight Night: Moreno vs. Royval 2                                 | 24 de fevereiro de 2024  | Arena CDMX                                   | Mexico City                 |
| 679 | UFC 298: Volkanovski vs. Topuria                                     | 17 de fevereiro de 2024  | Honda Center                                 | Anaheim, California         |
| 678 | UFC Fight Night: Hermansson vs. Pyfer                                | 10 de fevereiro de 2024  | UFC Apex                                     | Las Vegas, Nevada           |
| 677 | UFC Fight Night: Dolidze vs. Imavov                                  | 3 de fevereiro de 2024   | UFC Apex                                     | Las Vegas, Nevada           |
| 676 | UFC 297: Strickland vs. du Plessis                                   | 20 de janeiro de 2024    | Scotiabank Arena                             | Toronto, Ontario            |
| 675 | UFC Fight Night: Ankalaev vs. Walker 2                               | 13 de janeiro de 2024    | UFC Apex                                     | Las Vegas, Nevada           |
| 674 | UFC 296: Edwards vs. Covington                                       | 16 de dezembro de 2023   | T-Mobile Arena                               | Las Vegas, Nevada           |
| 673 | UFC Fight Night: Song vs. Gutiérrez                                  | 9 de dezembro de 2023    | UFC Apex                                     | Las Vegas, Nevada           |
| 672 | UFC on ESPN: Dariush vs. Tsarukyan                                   | 2 de dezembro de 2023    | Moody Center                                 | Austin, Texas               |
| 671 | UFC Fight Night: Allen vs. Craig                                     | 18 de novembro de 2023   | UFC Apex                                     | Las Vegas, Nevada           |
| 670 | UFC 295: Procházka vs. Pereira                                       | 11 de novembro de 2023   | Madison Square Garden                        | New York City, New York     |
| 669 | UFC Fight Night: Almeida vs. Lewis                                   | 4 de novembro de 2023    | Ginásio do Ibirapuera                        | São Paulo                   |
| 668 | UFC 294: Makhachev vs. Volkanovski 2                                 | 21 de outubro de 2023    | Etihad Arena                                 | Abu Dhabi                   |
| 667 | UFC Fight Night: Yusuff vs. Barboza                                  | 14 de outubro de 2023    | UFC Apex                                     | Las Vegas, Nevada           |
| 666 | UFC Fight Night: Dawson vs. Green                                    | 7 de outubro de 2023     | UFC Apex                                     | Las Vegas, Nevada           |
| 665 | UFC Fight Night: Fiziev vs. Gamrot                                   | 23 de setembro de 2023   | UFC Apex                                     | Las Vegas, Nevada           |
| 664 | UFC Fight Night: Grasso vs. Shevchenko 2                             | 16 de setembro de 2023   | T-Mobile Arena                               | Las Vegas, Nevada           |
| 663 | UFC 293: Adesanya vs. Strickland                                     | 10 de setembro de 2023   | Qudos Bank Arena                             | Sydney                      |
| 662 | UFC Fight Night: Gane vs. Spivac                                     | 2 de setembro de 2023    | Accor Arena                                  | Paris                       |
| 661 | UFC Fight Night: Holloway vs. The Korean Zombie                      | 26 de agosto de 2023     | Singapore Indoor Stadium                     | Kallang                     |
| 660 | UFC 292: Sterling vs. O'Malley                                       | 19 de agosto de 2023     | TD Garden                                    | Boston, Massachusetts       |
| 659 | UFC on ESPN: Luque vs. dos Anjos                                     | 12 de agosto de 2023     | UFC Apex                                     | Las Vegas, Nevada           |
| 658 | UFC on ESPN: Sandhagen vs. Font                                      | 5 de agosto de 2023      | Bridgestone Arena                            | Nashville, Tennessee        |
| 657 | UFC 291: Poirier vs. Gaethje 2                                       | 29 de julho de 2023      | Delta Center                                 | Salt Lake City, Utah        |
| 656 | UFC Fight Night: Aspinall vs. Tybura                                 | 22 de julho de 2023      | The O2 Arena                                 | London                      |
| 655 | UFC on ESPN: Holm vs. Bueno Silva                                    | 15 de julho de 2023      | UFC Apex                                     | Las Vegas, Nevada           |
| 654 | UFC 290: Volkanovski vs. Rodríguez                                   | 8 de julho de 2023       | T-Mobile Arena                               | Las Vegas, Nevada           |
| 653 | UFC on ESPN: Strickland vs. Magomedov                                | 1 de julho de 2023       | UFC Apex                                     | Las Vegas, Nevada           |
| 652 | UFC on ABC: Emmett vs. Topuria                                       | 24 de junho de 2023      | VyStar Veterans Memorial Arena               | Jacksonville, Florida       |
| 651 | UFC on ESPN: Vettori vs. Cannonier                                   | 17 de junho de 2023      | UFC Apex                                     | Las Vegas, Nevada           |
| 650 | UFC 289: Nunes vs. Aldana                                            | 10 de junho de 2023      | Rogers Arena                                 | Vancouver, British Columbia |
| 649 | UFC on ESPN: Kara-France vs. Albazi                                  | 3 de junho de 2023       | UFC Apex                                     | Las Vegas, Nevada           |
| 648 | UFC Fight Night: Dern vs. Hill                                       | 20 de maio de 2023       | UFC Apex                                     | Las Vegas, Nevada           |
| 647 | UFC on ABC: Rozenstruik vs. Almeida                                  | 13 de maio de 2023       | Spectrum Center                              | Charlotte, North Carolina   |
| 646 | UFC 288: Sterling vs. Cejudo                                         | 6 de maio de 2023        | Prudential Center                            | Newark, New Jersey          |
| 645 | UFC on ESPN: Song vs. Simón                                          | 2 de abril de 2023       | UFC Apex                                     | Las Vegas, Nevada           |
| 644 | UFC Fight Night: Pavlovich vs. Blaydes                               | 22 de abril de 2023      | UFC Apex                                     | Las Vegas, Nevada           |
| 643 | UFC on ESPN: Holloway vs. Allen                                      | 15 de abril de 2023      | T-Mobile Center                              | Kansas City, Missouri       |
| 642 | UFC 287: Pereira vs. Adesanya 2                                      | 8 de abril de 2023       | Kaseya Center                                | Miami, Florida              |
| 641 | UFC on ESPN: Vera vs. Sandhagen                                      | 25 de março de 2023      | Frost Bank Center                            | San Antonio, Texas          |
| 640 | UFC 286: Edwards vs. Usman 3                                         | 18 de março de 2023      | The O2 Arena                                 | London                      |
| 639 | UFC Fight Night: Yan vs. Dvalishvili                                 | 11 de março de 2023      | The Theater at Virgin Hotels                 | Las Vegas, Nevada           |
| 638 | UFC 285: Jones vs. Gane                                              | 4 de março de 2023       | T-Mobile Arena                               | Las Vegas, Nevada           |
| 637 | UFC Fight Night: Muniz vs. Allen                                     | 25 de fevereiro de 2023  | UFC Apex                                     | Las Vegas, Nevada           |
| 636 | UFC Fight Night: Andrade vs. Blanchfield                             | 18 de fevereiro de 2023  | UFC Apex                                     | Las Vegas, Nevada           |
| 635 | UFC 284: Makhachev vs. Volkanovski                                   | 12 de fevereiro de 2023  | RAC Arena                                    | Perth                       |
| 634 | UFC Fight Night: Lewis vs. Spivac                                    | 4 de fevereiro de 2023   | UFC Apex                                     | Las Vegas, Nevada           |
| 633 | UFC 283: Teixeira vs. Hill                                           | 21 de janeiro de 2023    | Jeunesse Arena                               | Rio de Janeiro              |
| 632 | UFC Fight Night: Strickland vs. Imavov                               | 14 de janeiro de 2023    | UFC Apex                                     | Las Vegas, Nevada           |
| 631 | UFC Fight Night: Cannonier vs. Strickland                            | 17 de dezembro de 2022   | UFC Apex                                     | Las Vegas, Nevada           |
| 630 | UFC 282: Błachowicz vs. Ankalaev                                     | 10 de dezembro de 2022   | T-Mobile Arena                               | Las Vegas, Nevada           |
| 629 | UFC on ESPN: Thompson vs. Holland                                    | 3 de dezembro de 2022    | Kia Center                                   | Orlando, Florida            |
| 628 | UFC Fight Night: Nzechukwu vs. Cuțelaba                              | 19 de novembro de 2022   | UFC Apex                                     | Las Vegas, Nevada           |
| 627 | UFC 281: Adesanya vs. Pereira                                        | 12 de novembro de 2022   | Madison Square Garden                        | New York City, New York     |
| 626 | UFC Fight Night: Rodriguez vs. Lemos                                 | 5 de novembro de 2022    | UFC Apex                                     | Las Vegas, Nevada           |
| 625 | UFC Fight Night: Kattar vs. Allen                                    | 29 de outubro de 2022    | UFC Apex                                     | Las Vegas, Nevada           |
| 624 | UFC 280: Oliveira vs. Makhachev                                      | 22 de outubro de 2022    | Etihad Arena                                 | Abu Dhabi                   |
| 623 | UFC Fight Night: Grasso vs. Araújo                                   | 15 de outubro de 2022    | UFC Apex                                     | Las Vegas, Nevada           |
| 622 | UFC Fight Night: Dern vs. Yan                                        | 1 de outubro de 2022     | UFC Apex                                     | Las Vegas, Nevada           |
| 621 | UFC Fight Night: Sandhagen vs. Song                                  | 17 de setembro de 2022   | UFC Apex                                     | Las Vegas, Nevada           |
| 620 | UFC 279: Diaz vs. Ferguson                                           | 10 de setembro de 2022   | T-Mobile Arena                               | Las Vegas, Nevada           |
| 619 | UFC Fight Night: Gane vs. Tuivasa                                    | 3 de setembro de 2022    | Accor Arena                                  | Paris                       |
| 618 | UFC 278: Usman vs. Edwards 2                                         | 20 de agosto de 2022     | Vivint Arena                                 | Salt Lake City, Utah        |
| 617 | UFC on ESPN: Vera vs. Cruz                                           | 13 de agosto de 2022     | Pechanga Arena                               | San Diego, California       |
| 616 | UFC on ESPN: Santos vs. Hill                                         | 6 de agosto de 2022      | UFC Apex                                     | Las Vegas, Nevada           |
| 615 | UFC 277: Peña vs. Nunes 2                                            | 30 de julho de 2022      | American Airlines Center                     | Dallas, Texas               |
| 614 | UFC Fight Night: Blaydes vs. Aspinall                                | 23 de Julho de 2022      | The O2 Arena                                 | Londres                     |
| 614 | UFC 276: Adesanya vs. Cannonier                                      | 23 de julho de 2022      | The O2 Arena                                 | Londres                     |
| 613 | UFC on ESPN: Tsarukyan vs. Gamrot                                    | 16 de julho de 2022      | UBS Arena                                    | Elmont                      |
| 612 | UFC on ESPN: Kattar vs. Emmett                                       | 9 de julho de 2022       | UFC Apex                                     | Las Vegas                   |
| 611 | UFC 276: Adesanya vs. Cannonier                                      | 2 de julho de 2022       | T-Mobile Arena                               | Las Vegas                   |
| 610 | UFC on ESPN: Tsarukyan vs. Gamrot                                    | 25 de junho de 2022      | UFC Apex                                     | Las Vegas                   |
| 609 | UFC on ESPN: Kattar vs. Emmett                                       | 18 de junho de 2022      | Moody Center                                 | Austin                      |
| 608 | UFC 275: Teixeira vs. Procházka                                      | 12 de junho de 2022      | Singapore Indoor Stadium                     | Kallang                     |
| 607 | UFC Fight Night: Volkov vs. Rozenstruik                              | 4 de junho de 2022       | UFC Apex                                     | Las Vegas                   |
| 606 | UFC Fight Night: Holm vs. Vieira                                     | 21 de maio de 2022       | UFC Apex                                     | Las Vegas                   |
| 605 | UFC on ESPN: Błachowicz vs. Rakić                                    | 14 de maio de 2022       | UFC Apex                                     | Las Vegas                   |
| 604 | UFC 274: Oliveira vs. Gaetheje                                       | 7 de maio de 2022        | Footprint Center                             | Phoenix                     |
| 603 | UFC on ESPN: Font vs. Vera                                           | 30 de abril de 2022      | UFC Apex                                     | Las Vegas                   |
| 602 | UFC Fight Night: Lemos vs. Andrade                                   | 23 de abril de 2022      | UFC Apex                                     | Las Vegas                   |
| 601 | UFC on ESPN: Luque vs. Muhammad 2                                    | 16 de abril de 2022      | UFC Apex                                     | Las Vegas                   |
| 600 | UFC 273: Volkanovski vs. The Korean Zombie                           | 9 de Abril de 2022       | Barclays Center                              | Brooklyn                    |
| 599 | UFC on ESPN: Blaydes vs. Daukaus                                     | 26 de março de 2022      | Nationwide Arena                             | Columbus                    |
| 598 | UFC Fight Night: Volkov vs. Aspinall                                 | 19 de março de 2022      | The O2 Arena                                 | Londres                     |
| 597 | UFC Fight Night: Santos vs. Ankalaev                                 | 12 de fevereiro de 2022  | UFC Apex                                     | Las Vegas                   |
| 596 | UFC 272: Covington vs. Masvidal                                      | 5 de março de 2022       | T-Mobile Arena                               | Las Vegas                   |
| 595 | UFC Fight Night: Makhachev vs. Green                                 | 26 de fevereiro de 2022  | UFC Apex                                     | Las Vegas                   |
| 594 | UFC Fight Night: Walker vs. Hill                                     | 19 de fevereiro de 2022  | UFC Apex                                     | Las Vegas                   |
| 593 | UFC 271: Adesanya vs. Whittaker 2                                    | 12 de fevereiro de 2022  | Toyota Center                                | Houston                     |
| 592 | UFC Fight Night: Hermansson vs. Strickland                           | 5 de fevereiro de 2022   | UFC Apex                                     | Las Vegas                   |
| 591 | UFC 270: Ngannou vs. Gane                                            | 22 de janeiro de 2022    | Honda Center                                 | Anaheim                     |
| 590 | UFC on ESPN: Kattar vs. Chikadze                                     | 15 de janeiro de 2022    | UFC Apex                                     | Las Vegas                   |
| 589 | UFC Fight Night: Lewis vs. Daukaus                                   | 18 de dezembro de 2021   | UFC Apex                                     | Las Vegas                   |
| 588 | UFC 269: Oliveira vs. Poirier                                        | 11 de dezembro de 2021   | T-Mobile Arena                               | Las Vegas                   |
| 587 | UFC on ESPN: Font vs. Aldo                                           | 4 de dezembro de 2021    | UFC Apex                                     | Las Vegas                   |
| 586 | UFC Fight Night: Vieira vs. Tate                                     | 20 de novembro de 2021   | UFC Apex                                     | Las Vegas                   |
| 585 | UFC Fight Night: Holloway vs. Rodriguez                              | 13 de novembro de 2021   | UFC Apex                                     | Las Vegas                   |
| 584 | UFC 268: Usman vs. Covington 2                                       | 6 de novembro de 2021    | Madison Square Garden                        | Nova York                   |
| 583 | UFC 267: Blachowicz vs. Teixeira                                     | 30 de outubro de 2021    | Etihad Arena                                 | Abu Dhabi                   |
| 582 | UFC Fight Night: Costa vs. Vettori                                   | 23 de outubro de 2021    | UFC Apex                                     | Las Vegas                   |
| 581 | UFC Fight Night: Ladd vs. Dumont                                     | 16 de outubro de 2021    | UFC Apex                                     | Las Vegas                   |
| 580 | UFC Fight Night: Dern vs. Rodriguez                                  | 9 de outubro de 2021     | UFC Apex                                     | Las Vegas                   |
| 579 | UFC Fight Night: Santos vs. Walker                                   | 2 de outubro de 2021     | UFC Apex                                     | Las Vegas                   |
| 578 | UFC 266: Volkanovski vs. Ortega                                      | 25 de setembro de 2021   | T-Mobile Arena                               | Las Vegas                   |
| 577 | UFC Fight Night: Smith vs Spann                                      | 18 de setembro de 2021   | UFC Apex                                     | Las Vegas                   |
| 576 | UFC Fight Night: Brunson vs. Till                                    | 4 de setembro de 2021    | UFC Apex                                     | Las Vegas                   |
| 575 | UFC on ESPN: Barboza vs. Chikadze                                    | 28 de agosto de 2021     | UFC Apex                                     | Las Vegas                   |
| 574 | UFC on ESPN: Cannonier vs. Gastelum                                  | 21 de agosto de 2021     | UFC Apex                                     | Las Vegas                   |
| 573 | UFC 265: Lewis vs. Gane                                              | 7 de agosto de 2021      | Toyota Center                                | Houston                     |
| 572 | UFC on ESPN: Hall vs. Strickland                                     | 31 de julho de 2021      | UFC Apex                                     | Las Vegas                   |
| 571 | UFC on ESPN: Sandhagen vs. Dillashaw                                 | 24 de julho de 2021      | UFC Apex                                     | Las Vegas                   |
| 570 | UFC on ESPN: Makhachev vs. Moisés                                    | 17 de julho de 2021      | UFC Apex                                     | Las Vegas                   |
| 569 | UFC 264: Poirier vs. McGregor 3                                      | 10 de julho de 2021      | T-Mobile Arena                               | Las Vegas                   |
| 568 | UFC Fight Night: Gane vs. Volkov                                     | 26 de junho de 2021      | UFC Apex                                     | Las Vegas                   |
| 567 | UFC on ESPN: The Korean Zombie vs. Ige                               | 19 de junho de 2021      | UFC Apex                                     | Las Vegas                   |
| 566 | UFC 263: Adesanya vs. Vettori 2                                      | 12 de junho de 2021      | Gila River Arena                             | Glendale                    |
| 565 | UFC Fight Night: Rozenstruik vs. Sakai                               | 5 de junho de 2021       | UFC Apex                                     | Las Vegas                   |
| 564 | UFC Fight Night: Font vs. Garbrandt                                  | 22 de maio de 2021       | UFC Apex                                     | Las Vegas                   |
| 563 | UFC 262: Oliveira vs. Chandler                                       | 15 de maio de 2021       | Toyota Center                                | Houston                     |
| 562 | UFC on ESPN: Rodriguez vs. Waterson                                  | 8 de maio de 2021        | UFC Apex                                     | Las Vegas                   |
| 561 | UFC on ESPN: Reyes vs. Procházka                                     | 1 de maio de 2021        | UFC Apex                                     | Las Vegas                   |
| 560 | UFC 261: Usman vs. Masvidal 2                                        | 24 de abril de 2021      | VyStar Veterans Memorial Arena               | Jacksonville                |
| 559 | UFC on ESPN: Whittaker vs. Gastelum                                  | 17 de abril de 2021      | UFC Apex                                     | Las Vegas                   |
| 558 | UFC on ABC: Vettori vs. Holland                                      | 10 de abril de 2021      | UFC Apex                                     | Las Vegas                   |
| 557 | UFC 260: Miocic vs. Ngannou 2                                        | 27 de março de 2021      | UFC Apex                                     | Las Vegas                   |
| 556 | UFC on ESPN: Brunson vs. Holland                                     | 20 de março de 2021      | UFC Apex                                     | Las Vegas                   |
| 555 | UFC Fight Night: Edwards vs. Muhammad                                | 13 de março de 2021      | UFC Apex                                     | Las Vegas                   |
| 554 | UFC 259: Błachowicz vs. Adesanya                                     | 6 de março de 2021       | UFC Apex                                     | Las Vegas                   |
| 553 | UFC Fight Night: Rozenstruik vs. Gane                                | 27 de fevereiro de 2021  | UFC Apex                                     | Las Vegas                   |
| 552 | UFC Fight Night: Blaydes vs. Lewis                                   | 20 de fevereiro de 2021  | UFC Apex                                     | Las Vegas                   |
| 551 | UFC 258: Usman vs. Burns                                             | 13 de fevereiro de 2021  | UFC Apex                                     | Las Vegas                   |
| 550 | UFC Fight Night: Overeem vs. Volkov                                  | 6 de fevereiro de 2021   | UFC Apex                                     | Las Vegas                   |
| 549 | UFC 257: Poirier vs. McGregor 2                                      | 23 de janeiro de 2021    | Flash Forum                                  | Abu Dhabi                   |
| 548 | UFC on ESPN: Chiesa vs. Magny                                        | 20 de janeiro de 2021    | Flash Forum                                  | Abu Dhabi                   |
| 547 | UFC Fight Night: Holloway vs. Kattar                                 | 16 de janeiro de 2021    | Flash Forum                                  | Abu Dhabi                   |
| 546 | UFC Fight Night: Thompson vs. Neal                                   | 19 de dezembro de 2020   | UFC Apex                                     | Las Vegas                   |
| 545 | UFC 256: Figueiredo vs. Moreno                                       | 12 de dezembro de 2020   | UFC Apex                                     | Las Vegas                   |
| 544 | UFC on ESPN: Hermansson vs. Vettori                                  | 5 de dezembro de 2020    | UFC Apex                                     | Las Vegas                   |
| 543 | UFC on ESPN: Smith vs. Clark                                         | 28 de novembro de 2020   | UFC Apex                                     | Las Vegas                   |
| 542 | UFC 255: Figueiredo vs. Perez                                        | 21 de novembro de 2020   | UFC Apex                                     | Las Vegas                   |
| 541 | UFC Fight Night: Felder vs. dos Anjos                                | 14 de novembro de 2020   | UFC Apex                                     | Las Vegas                   |
| 540 | UFC Fight Night: Santos vs. Teixeira                                 | 7 de novembro de 2020    | UFC Apex                                     | Las Vegas                   |
| 539 | UFC Fight Night: Hall vs. Silva                                      | 31 de outubro de 2020    | UFC Apex                                     | Las Vegas                   |
| 538 | UFC 254: Khabib vs. Gaethje                                          | 24 de outubro de 2020    | Flash Forum                                  | Abu Dhabi                   |
| 537 | UFC Fight Night: Ortega vs. The Korean Zombie                        | 17 de outubro de 2020    | Flash Forum                                  | Abu Dhabi                   |
| 536 | UFC Fight Night: Moraes vs. Sandhagen                                | 10 de outubro de 2020    | Flash Forum                                  | Abu Dhabi                   |
| 535 | UFC on ESPN: Holm vs. Aldana                                         | 3 de outubro de 2020     | Flash Forum                                  | Abu Dhabi                   |
| 534 | UFC 253: Adesanya vs. Costa                                          | 26 de setembro de 2020   | Flash Forum                                  | Abu Dhabi                   |
| 533 | UFC Fight Night: Covington vs. Woodley                               | 19 de setembro de 2020   | UFC Apex                                     | Las Vegas                   |
| 532 | UFC Fight Night: Waterson vs. Hill                                   | 12 de setembro de 2020   | UFC Apex                                     | Las Vegas                   |
| 531 | UFC Fight Night: Overeem vs. Sakai                                   | 5 de setembro de 2020    | UFC Apex                                     | Las Vegas                   |
| 530 | UFC Fight Night: Smith vs. Rakić                                     | 29 de agosto de 2020     | UFC Apex                                     | Las Vegas                   |
| 529 | UFC on ESPN: Munhoz vs. Edgar                                        | 22 de agosto de 2020     | UFC Apex                                     | Las Vegas                   |
| 528 | UFC 252: Miocic vs. Cormier 3                                        | 15 de agosto de 2020     | UFC Apex                                     | Las Vegas                   |
| 527 | UFC Fight Night: Lewis vs. Oleinik                                   | 8 de agosto de 2020      | UFC Apex                                     | Las Vegas                   |
| 526 | UFC Fight Night: Brunson vs. Shahbazyan                              | 1 de agosto de 2020      | UFC Apex                                     | Las Vegas                   |
| 525 | UFC on ESPN: Whittaker vs. Till                                      | 25 de julho de 2020      | Flash Forum                                  | Abu Dhabi                   |
| 524 | UFC Fight Night: Figueiredo vs. Benavidez 2                          | 18 de julho de 2020      | Flash Forum                                  | Abu Dhabi                   |
| 523 | UFC on ESPN: Kattar vs. Ige                                          | 15 de julho de 2020      | Flash Forum                                  | Abu Dhabi                   |
| 522 | UFC 251: Usman vs. Masvidal                                          | 11 de julho de 2020      | Flash Forum                                  | Abu Dhabi                   |
| 521 | UFC Fight Night: Poirier vs. Hooker                                  | 27 de junho de 2020      | UFC Apex                                     | Las Vegas                   |
| 520 | UFC on ESPN: Blaydes vs. Volkov                                      | 20 de junho de 2020      | UFC Apex                                     | Las Vegas                   |
| 519 | UFC Fight Night: Eye vs. Calvillo                                    | 13 de junho de 2020      | UFC Apex                                     | Las Vegas                   |
| 518 | UFC 250: Nunes vs. Spencer                                           | 6 de junho de 2020       | UFC Apex                                     | Las Vegas                   |
| 517 | UFC Fight Night: Woodley vs. Burns                                   | 30 de maio de 2020       | UFC Apex                                     | Las Vegas                   |
| 516 | UFC on ESPN: Overeem vs. Harris                                      | 16 de maio de 2020       | VyStar Veterans Memorial Arena               | Jacksonville                |
| 515 | UFC Fight Night: Smith vs. Teixeira                                  | 13 de maio de 2020       | VyStar Veterans Memorial Arena               | Jacksonville                |
| 514 | UFC 249: Ferguson vs. Gaethje                                        | 9 de maio de 2020        | VyStar Veterans Memorial Arena               | Jacksonville                |
| —   | UFC Fight Night: Hermansson vs. Weidman (cancelado)                  | 2 de maio de 2020        | Chesapeake Energy Arena                      | Oklahoma City               |
| —   | UFC Fight Night: Smith vs. Teixeira (cancelado)                      | 25 de abril de 2020      | Pinnacle Bank Arena                          | Lincoln                     |
| —   | UFC Fight Night: Overeem vs. Harris (cancelado)                      | 11 de abril de 2020      | Moda Center                                  | Portland                    |
| —   | UFC on ESPN: Ngannou vs. Rozenstruik (cancelado)                     | 28 de março de 2020      | Nationwide Arena                             | Columbus                    |
| —   | UFC Fight Night: Woodley vs. Edwards (cancelado)                     | 21 de março de 2020      | The O2 Arena                                 | Londres                     |
| 513 | UFC Fight Night: Lee vs. Oliveira                                    | 14 de março de 2020      | Ginásio Nilson Nelson                        | Brasília                    |
| 512 | UFC 248: Adesanya vs. Romero                                         | 7 de março de 2020       | T-Mobile Arena                               | Las Vegas                   |
| 511 | UFC Fight Night: Benavidez vs. Figueiredo                            | 29 de fevereiro de 2020  | Chartway Arena                               | Norflok                     |
| 510 | UFC Fight Night: Felder vs. Hooker                                   | 22 de fevereiro de 2020  | Spark Arena                                  | Auckland                    |
| 509 | UFC Fight Night: Anderson vs. Błachowicz 2                           | 15 de fevereiro de 2020  | Santa Ana Star Center                        | Rio Rancho                  |
| 508 | UFC 247: Jones vs. Reyes                                             | 8 de fevereiro de 2020   | Toyota Center                                | Houston                     |
| 507 | UFC Fight Night: Blaydes vs. dos Santos                              | 25 de janeiro de 2020    | PNC Arena                                    | Raleigh                     |
| 506 | UFC 246: McGregor vs. Cowboy                                         | 18 de janeiro de 2020    | T-Mobile Arena                               | Las Vegas                   |
| 505 | UFC Fight Night: Edgar vs. The Korean Zombie                         | 21 de dezembro de 2019   | Sajik Arena                                  | Busan                       |
| 504 | UFC 245: Usman vs. Covington                                         | 14 de dezembro de 2019   | T-Mobile Arena                               | Las Vegas                   |
| 503 | UFC on ESPN: Overeem vs. Rozenstruik                                 | 7 de dezembro de 2019    | Capital One Arena                            | Washington                  |
| 502 | UFC Fight Night: Błachowicz vs. Jacaré                               | 16 de novembro de 2019   | Ginásio do Ibirapuera                        | São Paulo                   |
| 501 | UFC Fight Night: Zabit vs. Kattar                                    | 9 de novembro de 2019    | CSKA Arena                                   | Moscou                      |
| 500 | UFC 244: Masvidal vs. Diaz                                           | 2 de novembro de 2019    | Madison Square Garden                        | Nova York                   |
| 499 | UFC Fight Night: Maia vs. Askren                                     | 26 de outubro de 2019    | Estádio Indoor de Singapura                  | Kallang                     |
| 498 | UFC on ESPN: Reyes vs. Weidman                                       | 18 de outubro de 2019    | TD Garden                                    | Boston                      |
| 497 | UFC Fight Night: Joanna vs. Waterson                                 | 12 de outubro de 2019    | Amalie Arena                                 | Tampa                       |
| 496 | UFC 243: Whittaker vs. Adesanya                                      | 6 de outubro de 2019     | Marvel Stadium                               | Melbourne                   |
| 495 | UFC Fight Night: Hermansson vs. Cannonier                            | 28 de setembro de 2019   | Royal Arena                                  | Copenhague                  |
| 494 | UFC Fight Night: Rodríguez vs. Stephens                              | 21 de setembro de 2019   | Mexico City Arena                            | Cidade do México            |
| 493 | UFC Fight Night: Cowboy vs. Gaethje                                  | 14 de setembro de 2019   | Rogers Arena                                 | Vancouver                   |
| 492 | UFC 242: Khabib vs. Poirier                                          | 7 de setembro de 2019    | The Arena                                    | Abu Dhabi                   |
| 491 | UFC Fight Night: Andrade vs. Zhang                                   | 31 de agosto de 2019     | Shenzhen Universiade Sports Centre           | Shenzhen                    |
| 490 | UFC 241: Cormier vs. Miocic 2                                        | 17 de agosto de 2019     | Honda Center                                 | Anaheim                     |
| 489 | UFC Fight Night: Shevchenko vs. Carmouche 2                          | 10 de agosto de 2019     | Antel Arena                                  | Montevidéu                  |
| 488 | UFC on ESPN: Covington vs. Lawler                                    | 3 de agosto de 2019      | Prudential Center                            | Newark                      |
| 487 | UFC 240: Holloway vs. Edgar                                          | 27 de julho de 2019      | Rogers Place                                 | Edmonton                    |
| 486 | UFC on ESPN: dos Anjos vs. Edwards                                   | 20 de julho de 2019      | AT&T Center                                  | San Antonio                 |
| 485 | UFC Fight Night: de Randamie vs. Ladd                                | 13 de julho de 2019      | Golden 1 Center                              | Sacramento                  |
| 484 | UFC 239: Jones vs. Santos                                            | 6 de julho de 2019       | T-Mobile Arena                               | Las Vegas                   |
| 483 | UFC on ESPN: Ngannou vs. dos Santos                                  | 29 de junho de 2019      | Target Center                                | Minneapolis                 |
| 482 | UFC Fight Night: Moicano vs. Korean Zombie                           | 22 de junho de 2019      | Bon Secours Wellness Arena                   | Greenville                  |
| 481 | UFC 238: Cejudo vs. Moraes                                           | 8 de junho de 2019       | United Center                                | Chicago                     |
| 480 | UFC Fight Night: Gustafsson vs. Smith                                | 1 de junho de 2019       | Ericsson Globe                               | Estocolmo                   |
| 479 | UFC Fight Night: dos Anjos vs. Lee                                   | 18 de maio de 2019       | Blue Cross Arena                             | Rochester                   |
| 478 | UFC 237: Namajunas vs. Andrade                                       | 11 de maio de 2019       | Jeunesse Arena                               | Rio de Janeiro              |
| 477 | UFC Fight Night: Iaquinta vs. Cowboy                                 | 4 de maio de 2019        | Canadian Tire Centre                         | Ottawa                      |
| 476 | UFC Fight Night: Jacaré vs. Hermansson                               | 27 de abril de 2019      | BB&T Center                                  | Sunrise                     |
| 475 | UFC Fight Night: Overeem vs. Oleinik                                 | 20 de abril de 2019      | Palácio de Esportes Yubileyny                | São Petersburgo             |
| 474 | UFC 236: Holloway vs. Poirier 2                                      | 13 de abril de 2019      | State Farm Arena                             | Atlanta                     |
| 473 | UFC on ESPN: Barboza vs. Gaethje                                     | 30 de março de 2019      | Wells Fargo Center                           | Filadélfia                  |
| 472 | UFC Fight Night: Thompson vs. Pettis                                 | 23 de março de 2019      | Bridgestone Arena                            | Nashville                   |
| 471 | UFC Fight Night: Till vs. Masvidal                                   | 16 de março de 2019      | The O2 Arena                                 | Londres                     |
| 470 | UFC Fight Night: Lewis vs. dos Santos                                | 9 de março de 2019       | Intrust Bank Arena                           | Wichita                     |
| 469 | UFC 235: Jones vs. Smith                                             | 2 de março de 2019       | T-Mobile Arena                               | Las Vegas                   |
| 468 | UFC Fight Night: Blachowicz vs. Santos                               | 23 de fevereiro de 2019  | O2 Arena                                     | Praga                       |
| 467 | UFC on ESPN: Ngannou vs. Velasquez                                   | 17 de fevereiro de 2019  | Talking Stick Resort Arena                   | Phoenix                     |
| 466 | UFC 234: Adesanya vs. Silva                                          | 9 de fevereiro de 2019   | Rod Laver Arena                              | Melbourne                   |
| 465 | UFC Fight Night: Assunção vs. Moraes 2                               | 2 de fevereiro de 2019   | Centro de Formação Olímpica do Nordeste      | Fortaleza                   |
| -   | UFC 233: Cejudo vs Dillashaw (cancelado)                             | 26 de janeiro de 2019    | Honda Center                                 | Anaheim                     |
| 464 | UFC Fight Night: Cejudo vs. Dillashaw                                | 19 de janeiro de 2019    | Barclays Center                              | Brooklyn                    |
| 463 | UFC 232: Jones vs. Gustafsson II                                     | 29 de dezembro de 2018   | The Forum                                    | Inglewood                   |
| 462 | UFC on Fox: Lee vs. Iaquinta II                                      | 15 de dezembro de 2018   | Fiserv Forum                                 | Milwaukee                   |
| 461 | UFC 231: Holloway vs. Ortega                                         | 8 de dezembro de 2018    | Scotiabank Arena                             | Toronto                     |
| 460 | UFC Fight Night: dos Santos vs. Tuivasa                              | 1 de dezembro de 2018    | Adelaide Entertainment Centre                | Adelaide                    |
| 459 | The Ultimate Fighter: Heavy Hitters Finale                           | 30 de novembro de 2018   | Palm Casino Resort                           | Las Vegas                   |
| 458 | UFC Fight Night: Blaydes vs. Ngannou 2                               | 24 de novembro de 2018   | Cadillac Arena                               | Pequim                      |
| 457 | UFC Fight Night: Magny vs. Ponzinibbio                               | 17 de novembro de 2018   | Estádio Mary Terán de Weiss                  | Buenos Aires                |
| 456 | UFC Fight Night: Korean Zombie vs. Rodríguez                         | 10 de novembro de 2018   | Pepsi Center                                 | Denver                      |
| 455 | UFC 230: Cormier vs. Lewis                                           | 3 de novembro de 2018    | Madison Square Garden                        | Nova York                   |
| 454 | UFC Fight Night: Volkan vs. Smith                                    | 27 de outubro de 2018    | Avenir Centre                                | Moncton                     |
| 453 | UFC 229: Khabib vs. McGregor                                         | 6 de outubro de 2018     | T-Mobile Arena                               | Las Vegas                   |
| 452 | UFC Fight Night: Santos vs. Anders                                   | 22 de setembro de 2018   | Ginásio do Ibirapuera                        | São Paulo                   |
| 451 | UFC Fight Night: Hunt vs. Oliynyk                                    | 15 de setembro de 2018   | Olimpiyskiy Stadium                          | Moscovo                     |
| 450 | UFC 228: Woodley vs. Till                                            | 8 de setembro de 2018    | American Airlines Center                     | Dallas                      |
| 449 | UFC Fight Night: Gaethje vs. Vick                                    | 25 de agosto de 2018     | Pinnacle Bank Arena                          | Lincoln                     |
| 448 | UFC 227: Dillashaw vs. Garbrandt II                                  | 4 de agosto de 2018      | Staples Center                               | Los Angeles                 |
| 447 | UFC on Fox: Alvarez vs. Poirier II                                   | 28 de julho de 2018      | Scotiabank Saddledome                        | Calgary                     |
| 446 | UFC Fight Night: Shogun vs. Smith                                    | 22 de julho de 2018      | Barclaycard Arena                            | Hamburgo                    |
| 445 | UFC Fight Night: dos Santos vs. Ivanov                               | 14 de julho de 2018      | Century Link Arena                           | Boise                       |
| 444 | UFC 226: Miocic vs. Cormier                                          | 7 de julho de 2018       | T-Mobile Arena                               | Las Vegas                   |
| 443 | The Ultimate Fighter: Undefeated                                     | 6 de julho de 2018       | Pearl Threathe                               | Las Vegas                   |
| 442 | UFC Fight Night: Cowboy vs. Edwards                                  | 23 de junho de 2018      | Singapore Indoor Stadium                     | Kallang                     |
| 441 | UFC 225: Whittaker vs. Romero 2                                      | 9 de junho de 2018       | United Center                                | Chicago                     |
| 440 | UFC Fight Night: Rivera vs. Moraes                                   | 1 de junho de 2018       | Adirondack Bank Center                       | Utica                       |
| 439 | UFC Fight Night: Thompson vs. Till                                   | 27 de maio de 2018       | Echo Arena                                   | Liverpool                   |
| 438 | UFC Fight Night: Maia vs. Usman                                      | 19 de maio de 2018       | Movistar Arena                               | Santiago                    |
| 437 | UFC 224: Nunes vs. Pennington                                        | 12 de maio de 2018       | Jeunesse Arena                               | Rio de Janeiro              |
| 436 | UFC Fight Night: Barboza vs. Lee                                     | 21 de abril de 2018      | Boardwalk Hall                               | Atlantic City               |
| 435 | UFC on Fox: Poirier vs. Gaethje                                      | 14 de abril de 2018      | Gila River Arena                             | Glendale                    |
| 434 | UFC 223: Khabib vs. Iaquinta                                         | 7 de abril de 2018       | Barclays Center                              | Brooklyn                    |
| 433 | UFC Fight Night: Werdum vs. Volkov                                   | 17 de março de 2018      | The O2 Arena                                 | Londres                     |
| 432 | UFC 222: Cyborg vs. Kunitskaya                                       | 3 de março de 2018       | T-Mobile Arena                               | Las Vegas                   |
| 431 | UFC on Fox: Emmett vs. Stephens                                      | 24 de fevereiro de 2018  | Amway Center                                 | Orlando                     |
| 430 | UFC Fight Night: Cowboy vs. Medeiros                                 | 18 de fevereiro de 2018  | Frank Erwin Center                           | Austin                      |
| 429 | UFC 221: Romero vs. Rockhold                                         | 10 de fevereiro de 2018  | Perth Arena                                  | Perth                       |
| 428 | UFC Fight Night: Machida vs. Anders                                  | 3 de fevereiro de 2018   | Arena Guilherme Paraense                     | Belém                       |
| 427 | UFC on Fox: Jacaré vs. Brunson 2                                     | 27 de janeiro de 2018    | Spectrum Center                              | Charlotte                   |
| 426 | UFC 220: Miocic vs. Ngannou                                          | 20 de janeiro de 2018    | TD Garden                                    | Boston                      |
| 425 | UFC Fight Night: Stephens vs. Choi                                   | 14 de janeiro de 2018    | Scottrade Center                             | St. Louis                   |
| 424 | UFC 219: Cyborg vs. Holm                                             | 30 de dezembro de 2017   | T-Mobile Arena                               | Las Vegas                   |
| 423 | UFC on Fox: Lawler vs. dos Anjos                                     | 16 de dezembro de 2017   | Bell MTS Place                               | Winnipeg                    |
| 422 | UFC Fight Night: Swanson vs. Ortega                                  | 9 de dezembro de 2017    | Save Mart Center                             | Fresno                      |
| 421 | UFC 218: Holloway vs. Aldo 2                                         | 2 de dezembro de 2017    | Little Caesars Arena                         | Detroit                     |
| 420 | The Ultimate Fighter: A New World Champion Finale                    | 1 de dezembro de 2017    | Park Theater                                 | Las Vegas                   |
| 419 | UFC Fight Night: Bisping vs. Gastelum                                | 25 de novembro de 2017   | Mercedes-Benz Arena                          | Xangai                      |
| 418 | UFC Fight Night: Werdum vs. Tybura                                   | 19 de novembro de 2017   | Qudos Bank Arena                             | Sydney                      |
| 417 | UFC Fight Night: Poirier vs. Pettis                                  | 11 de novembro de 2017   | Ted Constant Convocation Center              | Norfolk                     |
| 416 | UFC 217: Bisping vs. St-Pierre                                       | 4 de novembro de 2017    | Madison Square Garden                        | Nova York                   |
| 415 | UFC Fight Night: Brunson vs. Machida                                 | 28 de outubro de 2017    | Ginásio do Ibirapuera                        | São Paulo                   |
| 414 | UFC Fight Night: Cowboy vs. Till                                     | 21 de outubro de 2017    | Ergo Arena                                   | Gdańsk                      |
| 413 | UFC 216: Ferguson vs. Lee                                            | 7 de outubro de 2017     | T-Mobile Arena                               | Las Vegas                   |
| 412 | UFC Fight Night: Saint Preux vs. Okami                               | 23 de setembro de 2017   | Saitama Super Arena                          | Saitama                     |
| 411 | UFC Fight Night: Rockhold vs. Branch                                 | 16 de setembro de 2017   | PPG Paints Arena                             | Pittsburgh                  |
| 410 | UFC 215: Nunes vs. Shevchenko 2                                      | 9 de setembro de 2017    | Rogers Place                                 | Edmonton                    |
| 409 | UFC Fight Night: Volkov vs. Struve                                   | 2 de setembro de 2017    | Rotterdam Ahoy                               | Roterdã                     |
| 408 | UFC Fight Night: Pettis vs. Moreno                                   | 5 de agosto de 2017      | Arena Ciudad de México                       | Cidade do México            |
| 407 | UFC 214: Cormier vs. Jones 2                                         | 29 de julho de 2017      | Honda Center                                 | Anaheim                     |
| 406 | UFC on Fox: Weidman vs. Gastelum                                     | 22 de julho de 2017      | Nassau Veterans Memorial Coliseum            | Uniondale                   |
| 405 | UFC Fight Night: Nelson vs. Ponzinibbio                              | 16 de julho de 2017      | The SSE Hydro                                | Glasgow                     |
| 404 | UFC 213: Romero vs. Whittaker                                        | 8 de julho de 2017       | T-Mobile Arena                               | Las Vegas                   |
| 403 | The Ultimate Fighter 25 Finale                                       | 7 de julho de 2017       | T-Mobile Arena                               | Las Vegas                   |
| 402 | UFC Fight Night: Chiesa vs. Lee                                      | 25 de junho de 2017      | Chesapeake Energy Arena                      | Oklahoma City               |
| 401 | UFC Fight Night: Holm vs. Correia                                    | 17 de junho de 2017      | Singapore Indoor Stadium                     | Kallang                     |
| 400 | UFC Fight Night: Lewis vs. Hunt                                      | 10 de junho de 2017      | Vector Arena                                 | Auckland                    |
| 399 | UFC 212: Aldo vs. Holloway                                           | 3 de junho de 2017       | Jeunesse Arena                               | Rio de Janeiro              |
| 398 | UFC Fight Night: Gustafsson vs. Teixeira                             | 28 de maio de 2017       | Ericsson Globe                               | Estocolmo                   |
| 397 | UFC 211: Miocic vs dos Santos 2                                      | 13 de maio de 2017       | American Airlines Center                     | Dallas                      |
| 396 | UFC Fight Night: Swanson vs. Lobov                                   | 22 de abril de 2017      | Bridgestone Arena                            | Nashville                   |
| 395 | UFC on Fox: Johnson vs. Reis                                         | 15 de abril de 2017      | Sprint Center                                | Kansas City                 |
| 394 | UFC 210: Cormier vs. Johnson 2                                       | 8 de abril de 2017       | KeyBank Center                               | Buffalo                     |
| 393 | UFC Fight Night: Manuwa vs Anderson                                  | 18 de março de 2017      | The O2 Arena                                 | Londres                     |
| 392 | UFC Fight Night: Belfort vs. Gastelum                                | 11 de março de 2017      | Centro de Formação Olímpica do Nordeste      | Fortaleza                   |
| 391 | UFC 209: Woodley vs. Thompson 2                                      | 4 de março de 2017       | T-Mobile Arena                               | Las Vegas                   |
| 390 | UFC Fight Night: Lewis vs. Browne                                    | 19 de fevereiro de 2017  | Scotiabank Centre                            | Halifax                     |
| 389 | UFC 208: Holm Vs De Randamie                                         | 11 de fevereiro de 2017  | Barclays Center                              | Brooklyn                    |
| 388 | UFC Fight Night: Bermudez vs. Korean Zombie                          | 4 de fevereiro de 2017   | Toyota Center                                | Houston                     |
| 387 | UFC on Fox: Shevchenko vs. Peña                                      | 28 de janeiro de 2017    | Pepsi Center                                 | Denver                      |
| 386 | UFC Fight Night: Rodríguez vs. Penn                                  | 15 de janeiro de 2017    | Talking Stick Resort Arena                   | Phoenix                     |
| 385 | UFC 207: Nunes vs. Rousey                                            | 30 de dezembro de 2016   | T-Mobile Arena                               | Las Vegas                   |
| 384 | UFC on Fox: VanZant vs. Waterson                                     | 17 de dezembro de 2016]] | Golden 1 Center                              | Sacramento                  |
| 383 | UFC 206: Holloway vs. Pettis                                         | 10 de dezembro de 2016   | Air Canada Centre                            | Toronto                     |
| 382 | UFC Fight Night: Lewis vs. Abdurakhimov                              | 9 de dezembro de 2016    | Times Union Center                           | Albany                      |
| 381 | The Ultimate Fighter: Tournament of Champions Finale                 | 3 de dezembro de 2016    | Palms Casino Resort                          | Las Vegas                   |
| 380 | UFC Fight Night: Whittaker vs. Brunson                               | 27 de novembro de 2016   | Rod Laver Arena                              | Melbourne                   |
| 379 | UFC Fight Night: Bader vs. Nogueira 2                                | 19 de novembro de 2016   | Ginásio do Ibirapuera                        | São Paulo                   |
| 378 | UFC Fight Night: Mousasi vs. Hall 2                                  | 19 de novembro de 2016   | The SSE Arena                                | Belfast                     |
| 377 | UFC 205: Alvarez vs. McGregor                                        | 12 de novembro de 2016   | Madison Square Garden                        | Nova York                   |
| 376 | The Ultimate Fighter América Latina 3 Finale: dos Anjos vs. Ferguson | 5 de novembro de 2016    | Mexico City Arena                            | Cidade do México            |
| -   | UFC Fight Night: Lamas vs. Penn (cancelado)                          | 15 de outubro de 2016    | Mall of Asia Arena                           | Pasay City                  |
| 375 | UFC 204: Bisping vs. Henderson II                                    | 8 de outubro de 2016     | Manchester Arena                             | Manchester                  |
| 374 | UFC Fight Night: Lineker vs. Dodson                                  | 1 de outubro de 2016     | Moda Center                                  | Portland                    |
| 373 | UFC Fight Night: Cyborg vs Lansberg                                  | 24 de setembro de 2016   | Ginásio Nilson Nelson                        | Brasília                    |
| 372 | UFC Fight Night: Poirier vs. Johnson                                 | 17 de setembro de 2016   | State Farm Arena                             | Hidalgo                     |
| 371 | UFC 203: Miocic vs. Overeem                                          | 10 de setembro de 2016   | Quicken Loans Arena                          | Cleveland                   |
| 370 | UFC Fight Night: Arlovski vs. Barnett                                | 3 de setembro de 2016    | Barclaycard Arena                            | Hamburgo                    |
| 369 | UFC on Fox 21: Maia vs Condit                                        | 27 de agosto de 2016     | Rogers Arena                                 | Vancouver                   |
| 368 | UFC 202: Diaz vs. McGregor II                                        | 20 de agosto de 2016     | T-Mobile Arena                               | Las Vegas                   |
| 367 | UFC Fight Night: Rodríguez vs. Caceres                               | 6 de agosto de 2016      | Vivint Smart Home Arena                      | Salt Lake City              |
| 366 | UFC 201: Lawler vs. Woodley                                          | 30 de julho de 2016      | Philips Arena                                | Atlanta                     |
| 365 | UFC on Fox: Holm vs. Shevchenko                                      | 23 de julho de 2016      | United Center                                | Chicago                     |
| 364 | UFC Fight Night: McDonald vs. Lineker                                | 13 de julho de 2016      | Denny Sanford Premier Center                 | Sioux Falls                 |
| 363 | UFC 200: Tate vs. Nunes                                              | 9 de julho de 2016       | T-Mobile Arena                               | Las Vegas                   |
| 362 | The Ultimate Fighter: Team Joanna vs. Team Cláudia                   | 8 de julho de 2016       | MGM Grand Garden Arena                       | Las Vegas                   |
| 361 | UFC Fight Night: dos Anjos vs. Alvarez                               | 7 de julho de 2016       | MGM Grand Garden Arena                       | Las Vegas                   |
| 360 | UFC Fight Night: MacDonald vs. Thompson                              | 18 de junho de 2016      | TD Place Arena                               | Ottawa                      |
| 359 | UFC 199: Rockhold vs. Bisping II                                     | 4 de junho de 2016       | The Forum                                    | Inglewood                   |
| 358 | UFC Fight Night: Almeida vs. Garbrandt                               | 29 de maio de 2016       | Mandalay Bay Events Center                   | Las Vegas                   |
| 357 | UFC 198: Werdum vs. Miocic                                           | 14 de maio de 2016       | Arena da Baixada                             | Curitiba                    |
| 356 | UFC Fight Night: Overrem vs. Arlovski                                | 8 de maio de 2016        | Rotterdam Ahoy                               | Roterdã                     |
| 355 | UFC 197: Jones vs. St. Preux                                         | 23 de abril de 2016      | MGM Grand Garden Arena                       | Las Vegas                   |
| 354 | UFC on Fox: Teixeira vs. Evans                                       | 16 de abril de 2016      | Amalie Arena                                 | Tampa                       |
| 353 | UFC Fight Night: Rothwell vs. dos Santos                             | 10 de abril de 2016      | Arena Zagreb                                 | Zagreb                      |
| 352 | UFC Fight Night: Hunt vs. Mir                                        | 19 de março de 2016      | Brisbane Entertainment Centre                | Brisbane                    |
| 351 | UFC 196: McGregor vs. Diaz                                           | 5 de março de 2016       | MGM Grand Garden Arena                       | Las Vegas                   |
| 350 | UFC Fight Night: Silva vs. Bisping                                   | 27 de fevereiro de 2016  | Arena 02                                     | Londres                     |
| 349 | UFC Fight Night: Cowboy vs. Cowboy                                   | 21 de fevereiro de 2016  | Consol Energy Center                         | Pittsburgh                  |
| 348 | UFC Fight Night: Hendricks vs. Thompson                              | 6 de fevereiro de 2016   | MGM Grand Garden Arena                       | Las Vegas                   |
| 347 | UFC on Fox: Johnson vs. Bader                                        | 30 de janeiro de 2016    | Prudential Center                            | Newark                      |
| 346 | UFC Fight Night: Dillashaw vs. Cruz                                  | 17 de janeiro de 2016    | TD Garden                                    | Boston                      |
| 345 | UFC 195: Lawler vs. Condit                                           | 2 de janeiro de 2016     | MGM Grand Garden Arena                       | Las Vegas                   |
| 344 | UFC on Fox: dos Anjos vs. Cerrone II                                 | 19 de dezembro de 2015   | Amway Center                                 | Orlando                     |
| 343 | UFC 194: Aldo vs. McGregor                                           | 12 de dezembro de 2015   | MGM Grand Garden Arena                       | Las Vegas                   |
| 342 | The Ultimate Fighter: Team McGregor vs. Team Faber Finale            | 11 de dezembro de 2015   | The Chelsea at The Cosmopolitan              | Las Vegas                   |
| 341 | UFC Fight Night: Namajunas vs. VanZant                               | 10 de dezembro de 2015   | The Chelsea at The Cosmopolitan              | Las Vegas                   |
| 340 | UFC Fight Night: Henderson vs. Masvidal                              | 28 de novembro de 2015   | Arena Olímpica de Ginástica                  | Seoul                       |
| 339 | The Ultimate Fighter América Latina 2 Finale: Magny vs. Gastelum     | 21 de novembro de 2015   | Arena Monterrey                              | Monterrey                   |
| 338 | UFC 193: Rousey vs. Holm                                             | 15 de novembro de 2015   | Docklands Stadium                            | Melbourne                   |
| 337 | UFC Fight Night: Belfort vs. Henderson III                           | 7 de novembro de 2015    | Ginásio do Ibirapuera                        | São Paulo                   |
| 336 | UFC Fight Night: Holohan vs. Smolka                                  | 24 de outubro de 2015    | 3Arena                                       | Dublin                      |
| 335 | UFC 192: Cormier vs. Gustafsson                                      | 3 de outubro de 2015     | Toyota Center                                | Houston                     |
| 334 | UFC Fight Night: Nelson vs. Barnett                                  | 27 de setembro de 2015   | Saitama Super Arena                          | Saitama                     |
| 333 | UFC 191: Johnson vs. Dodson II                                       | 5 de setembro de 2015    | MGM Grand Garden Arena                       | Las Vegas                   |
| 332 | UFC Fight Night: Holloway vs. Oliveira                               | 23 de agosto de 2015     | SaskTel Centre                               | Saskatoon                   |
| 331 | UFC Fight Night: Teixeira vs. St. Preux                              | 8 de agosto de 2015      | Bridgestone Arena                            | Nashville                   |
| 330 | UFC 190: Rousey vs. Correia                                          | 1 de agosto de 2015      | HSBC Arena                                   | Rio de Janeiro              |
| 329 | UFC on Fox: Dillashaw vs. Barão II                                   | 25 de julho de 2015      | United Center                                | Chicago                     |
| 328 | UFC Fight Night: Bisping vs. Leites                                  | 18 de julho de 2015      | The SSE Hydro                                | Glasgow                     |
| 327 | UFC Fight Night: Mir vs. Duffee                                      | 15 de julho de 2015      | Valley View Casino Center                    | San Diego                   |
| 326 | The Ultimate Fighter: American Top Team vs. Blackzilians Finale      | 12 de julho de 2015      | MGM Grand Garden Arena                       | Las Vegas                   |
| 325 | UFC 189: McGregor vs.Mendes                                          | 11 de julho de 2015      | MGM Grand Garden Arena                       | Las Vegas                   |
| 324 | UFC Fight Night: Machida vs. Romero                                  | 27 de junho de 2015      | Seminole Hard Rock Hotel and Casino          | Holywood                    |
| 323 | UFC Fight Night: Jędrzejczyk vs. Penne                               | 20 de junho de 2015      | O2 World                                     | Berlim                      |
| 322 | UFC 188: Velasquez vs. Werdum                                        | 13 de junho de 2015      | Arena Ciudad del México                      | Cidade do México            |
| 321 | UFC Fight Night: Boetsch vs. Henderson                               | 6 de junho de 2015       | Smoothie King Center                         | Nova Orleans                |
| 320 | UFC Fight Night: Condit vs. Alves                                    | 30 de maio de 2015       | Goiânia Arena                                | Goiânia                     |
| 319 | UFC 187: Johnson vs. Cormier                                         | 23 de maio de 2015       | MGM Grand Garden Arena                       | Las Vegas                   |
| 318 | UFC Fight Night: Edgar vs. Faber                                     | 16 de maio de 2015       | Mall of Asia Arena                           | Manila                      |
| 317 | UFC Fight Night: Hunt vs. Miocic                                     | 10 de maio de 2015       | Adelaide Entertainment Centre                | Adelaide                    |
| 316 | UFC 186: Johnson vs. Horiguchi                                       | 25 de abril de 2015      | Bell Centre                                  | Montreal                    |
| 315 | UFC on Fox: Machida vs. Rockhold                                     | 18 de abril de 2015      | Prudential Center                            | Newark                      |
| 314 | UFC Fight Night: Gonzaga vs. Cro Cop 2                               | 11 de abril de 2015      | Kraków Arena                                 | Kraków                      |
| 313 | UFC Fight Night: Mendes vs. Lamas                                    | 4 de abril de 2015       | Patriot Center                               | Fairfax                     |
| 312 | UFC Fight Night: Maia vs. LaFlare (UFC Rio VI)                       | 21 de março de 2015      | Ginásio do Maracanãzinho                     | Rio de Janeiro              |
| 311 | UFC 185: Pettis vs. dos Anjos                                        | 14 de março de 2015      | American Airlines Center                     | Dallas                      |
| 310 | UFC 184: Rousey vs. Zingano                                          | 28 de fevereiro de 2015  | Staples Center                               | Los Angeles                 |
| 309 | UFC Fight Night: Pezão vs. Mir                                       | 22 de fevereiro de 2015  | Ginásio Gigantinho                           | Porto Alegre                |
| 308 | UFC Fight Night: Henderson vs. Thatch                                | 14 de fevereiro de 2015  | 1st Bank Center                              | Broomfield                  |
| 307 | UFC 183: Silva vs. Diaz                                              | 31 de janeiro de 2015    | MGM Grand Garden Arena                       | Las Vegas                   |
| 306 | UFC Fight Night: Gustafsson vs. Johnson                              | 24 de janeiro de 2015    | Tele2 Arena                                  | Estocolmo                   |
| 305 | UFC Fight Night: McGregor vs. Siver                                  | 18 de janeiro de 2015    | TD Garden                                    | Boston                      |
| 304 | UFC 182: Jones vs. Cormier                                           | 3 de janeiro de 2015     | MGM Grand Garden Arena                       | Las Vegas                   |
| 303 | UFC Fight Night: Machida vs. Dollaway                                | 20 de dezembro de 2014   | Ginásio José Corrêa                          | Barueri                     |
| 302 | UFC on Fox: dos Santos vs. Miocic                                    | 13 de dezembro de 2014   | US Airways Center                            | Phoenix                     |
| 301 | The Ultimate Fighter: A Champion Will Be Crowned Finale              | 12 de dezembro de 2014   | Hard Rock Hotel and Casino                   | Las Vegas                   |
| 300 | UFC 181: Hendricks vs. Lawler II                                     | 6 de dezembro de 2014    | Mandalay Bay Events Center                   | Las Vegas                   |
| 299 | UFC Fight Night: Edgar vs. Swanson                                   | 22 de novembro de 2014   | Frank Erwin Center                           | Austin                      |
| 298 | UFC 180: Werdum vs. Hunt                                             | 15 de novembro de 2014   | Arena Ciudad del México                      | Cidade do México            |
| 297 | UFC Fight Night: Shogun vs. St. Preux                                | 8 de novembro de 2014    | Ginásio Municipal Tancredo Neves             | Uberlândia                  |
| 296 | UFC Fight Night: Rockhold vs. Bisping                                | 7 de novembro de 2014    | Allphones Arena                              | Sydney                      |
| 295 | UFC 179: Aldo vs. Mendes II (UFC Rio V)                              | 25 de outubro de 2014    | Ginásio do Maracanãzinho                     | Rio de Janeiro              |
| 294 | UFC Fight Night: MacDonald vs. Saffiedine                            | 4 de outubro de 2014     | Halifax Metro Centre                         | Halifax                     |
| 293 | UFC Fight Night: Nelson vs. Story                                    | 4 de outubro de 2014     | Ericsson Globe                               | Estocolmo                   |
| 292 | UFC 178: Johnson vs. Cariaso                                         | 27 de setembro de 2014   | Mandalay Bay Events Center                   | Las Vegas                   |
| 291 | UFC Fight Night: Hunt vs. Nelson                                     | 20 de setembro de 2014   | Saitama Super Arena                          | Saitama                     |
| 290 | UFC Fight Night: Pezão vs. Arlovski II                               | 13 de setembro de 2014   | Ginásio Nilson Nelson                        | Brasília                    |
| 289 | UFC Fight Night: Jacaré vs. Mousasi II                               | 5 de setembro de 2014    | Foxwoods Resort Casino                       | Ledyard                     |
| 288 | UFC 177: Dillashaw vs. Soto                                          | 30 de agosto de 2014     | Sleep Train Arena                            | Sacramento                  |
| 287 | UFC Fight Night: Henderson vs. dos Anjos                             | 23 de agosto de 2014     | BOK Center                                   | Tulsa                       |
| 286 | UFC Fight Night: Bisping vs. Le                                      | 23 de agosto de 2014     | CotaiArena                                   | Macau                       |
| 285 | UFC Fight Night: Bader vs. St. Preux                                 | 16 de agosto de 2014     | Cross Insurance Center                       | Bangor                      |
| -   | UFC 176: Aldo vs. Mendes II (cancelado)                              | 2 de agosto de 2014      | Staples Center                               | Los Angeles                 |
| 284 | UFC on Fox: Lawler vs. Brown                                         | 26 de julho de 2014      | SAP Center                                   | San Jose                    |
| 283 | UFC Fight Night: McGregor vs. Brandão                                | 19 de julho de 2014      | The O2, Dublin                               | Dublin                      |
| 282 | UFC Fight Night: Cerrone vs. Miller                                  | 16 de julho de 2014      | Revel Resort                                 | Atlantic City               |
| 281 | The Ultimate Fighter: Team Edgar vs. Team Penn Finale                | 6 de julho de 2014       | Mandalay Bay Events Center                   | Las Vegas                   |
| 280 | UFC 175: Weidman vs. Machida                                         | 5 de julho de 2014       | Mandalay Bay Events Center                   | Las Vegas                   |
| 279 | UFC Fight Night: Swanson vs. Stephens                                | 28 de junho de 2014      | AT&T Center                                  | San Antonio                 |
| 278 | UFC Fight Night: Te-Huna vs. Marquardt                               | 28 de junho de 2014      | Vector Arena                                 | Auckland                    |
| 277 | UFC 174: Johnson vs. Bagautinov                                      | 14 de junho de 2014      | Rogers Arena                                 | Vancouver                   |
| 276 | UFC Fight Night: Henderson vs. Khabilov                              | 7 de junho de 2014       | Tingley Coliseum                             | Albuquerque                 |
| 275 | UFC Fight Night: Miocic vs. Maldonado                                | 31 de maio de 2014       | Ginásio do Ibirapuera                        | São Paulo                   |
| 274 | UFC Fight Night: Muñoz vs. Mousasi                                   | 31 de maio de 2014       | O2 World                                     | Berlim                      |
| 273 | UFC 173: Barão vs. Dillashaw                                         | 24 de maio de 2014       | MGM Grand Garden Arena                       | Las Vegas                   |
| 272 | UFC Fight Night: Brown vs. Silva                                     | 10 de maio de 2014       | U.S. Bank Arena                              | Cincinnati                  |
| 271 | UFC 172: Jones vs. Teixeira                                          | 26 de abril de 2014      | Baltimore Arena                              | Baltimore                   |
| 270 | UFC on Fox: Werdum vs. Browne                                        | 19 de abril de 2014      | Amway Center                                 | Orlando                     |
| 269 | UFC Fight Night: Bisping vs. Kennedy                                 | 16 de abril de 2014      | Colisée Pepsi                                | Quebec                      |
| 268 | UFC Fight Night: Nogueira vs. Nelson                                 | 11 de abril de 2014      | Yas Island                                   | Abu Dhabi                   |
| 267 | UFC Fight Night: Shogun vs. Henderson II                             | 23 de março de 2014      | Ginásio Nélio Dias                           | Natal                       |
| 266 | UFC 171: Hendricks vs. Lawler                                        | 15 de março de 2014      | American Airlines Center                     | Dallas                      |
| 265 | UFC Fight Night: Gustafsson vs. Manuwa                               | 8 de março de 2014       | The O2 Arena                                 | Londres                     |
| 264 | UFC Fight Night: Kim vs. Hathaway                                    | 1 de março de 2014       | CotaiArena                                   | Cotai                       |
| 263 | UFC 170: Rousey vs. McMann                                           | 22 de fevereiro de 2014  | Mandalay Bay Events Center                   | Las Vegas                   |
| 262 | UFC Fight Night: Machida vs. Mousasi                                 | 15 de fevereiro de 2014  | Arena Jaraguá                                | Jaraguá do Sul              |
| 261 | UFC 169: Barão vs. Faber II                                          | 1 de fevereiro de 2014   | Prudential Center                            | Newark                      |
| 260 | UFC on Fox: Henderson vs. Thomson                                    | 25 de janeiro de 2014    | United Center                                | Chicago                     |
| 259 | UFC Fight Night: Rockhold vs. Philippou                              | 15 de janeiro de 2014    | Arena at Gwinnett Center                     | Duluth                      |
| 258 | UFC Fight Night: Saffiedine vs. Lim                                  | 4 de janeiro de 2014     | Marina Bay Sands                             | Marina Bay                  |
| 257 | UFC 168: Weidman vs. Silva II                                        | 28 de dezembro de 2013   | MGM Grand Garden Arena                       | Las Vegas                   |
| 256 | UFC on Fox: Johnson vs. Benavidez II                                 | 14 de dezembro de 2013   | Sleep Train Arena                            | Sacramento                  |
| 255 | UFC Fight Night: Hunt vs. Pezão                                      | 7 de dezembro de 2013    | Brisbane Entertainment Centre                | Brisbane                    |
| 254 | The Ultimate Fighter 18 Finale                                       | 30 de novembro de 2013   | Mandalay Bay Events Center                   | Las Vegas                   |
| 253 | UFC 167: St. Pierre vs. Hendricks                                    | 16 de novembro de 2013   | MGM Grand Garden Arena                       | Las Vegas                   |
| 252 | UFC Fight Night: Belfort vs. Henderson II                            | 9 de novembro de 2013    | Goiânia Arena                                | Goiânia                     |
| 251 | UFC: Fight for the Troops 3                                          | 6 de novembro de 2013    | Fort Campbell                                | Fort Campbell North         |
| 250 | UFC Fight Night: Machida vs. Muñoz                                   | 26 de outubro de 2013    | Manchester Arena                             | Manchester                  |
| 249 | UFC 166: Velasquez vs. Dos Santos III                                | 19 de outubro de 2013    | Toyota Center                                | Houston                     |
| 248 | UFC Fight Night: Maia vs. Shields                                    | 9 de outubro de 2013     | Ginásio José Corrêa                          | Barueri                     |
| 247 | UFC 165: Jones vs. Gustafsson                                        | 21 de setembro de 2013   | Air Canada Centre                            | Toronto                     |
| 246 | UFC Fight Night: Teixeira vs. Bader                                  | 4 de setembro de 2013    | Mineirinho                                   | Belo Horizonte              |
| 245 | UFC 164: Henderson vs. Pettis ll                                     | 31 de agosto de 2013     | Bradley Center                               | Milwaukee                   |
| 244 | UFC Fight Night: Condit vs. Kampmann II                              | 28 de agosto de 2013     | Bankers Life Fieldhouse                      | Indianapolis                |
| 243 | UFC Fight Night: Shogun vs. Sonnen                                   | 17 de agosto de 2013     | TD Garden                                    | Boston                      |
| 242 | UFC 163: Aldo vs. Korean Zombie (UFC Rio IV)                         | 3 de agosto de 2013      | HSBC Arena                                   | Rio de Janeiro              |
| 241 | UFC on Fox: Johnson vs. Moraga                                       | 27 de julho de 2013      | KeyArena                                     | Seattle                     |
| 240 | UFC 162: Silva vs. Weidman                                           | 6 de julho de 2013       | MGM Grand Garden Arena                       | Las Vegas                   |
| 239 | UFC 161: Evans vs. Henderson                                         | 15 de junho de 2013      | MTS Centre                                   | Winnipeg                    |
| 238 | UFC on Fuel TV: Nogueira vs. Werdum                                  | 8 de junho de 2013       | Ginásio Paulo Sarasate                       | Fortaleza                   |
| 237 | UFC 160: Velasquez vs. Silva II                                      | 25 de maio de 2013       | MGM Grand Garden Arena                       | Las Vegas                   |
| 236 | UFC on FX: Belfort vs. Rockhold                                      | 18 de maio de 2013       | Arena Jaraguá                                | Jaraguá do Sul              |
| 235 | UFC 159: Jones vs. Sonnen                                            | 27 de abril de 2013      | Prudential Center                            | Newark                      |
| 234 | UFC on Fox: Henderson vs. Melendez                                   | 20 de abril de 2013      | HP Pavilion                                  | San Jose                    |
| 233 | The Ultimate Fighter: Team Jones vs. Team Sonnen Finale              | 13 de abril de 2013      | Hard Rock Hotel and Casino                   | Las Vegas                   |
| 232 | UFC on Fuel TV: Mousasi vs. Latifi                                   | 6 de abril de 2013       | Ericsson Globe                               | Estocolmo                   |
| 231 | UFC 158: St. Pierre vs. Diaz                                         | 16 de março de 2013      | Bell Center                                  | Montreal                    |
| 230 | UFC on Fuel TV: Silva vs. Stann                                      | 3 de março de 2013       | Saitama Super Arena                          | Saitama                     |
| 229 | UFC 157: Rousey vs. Carmouche                                        | 23 de fevereiro de 2013  | Honda Center                                 | Anaheim                     |
| 228 | UFC on Fuel TV: Barão vs. McDonald                                   | 16 de fevereiro de 2013  | Wembley Arena                                | Londres                     |
| 227 | UFC 156: Aldo vs. Edgar                                              | 2 de fevereiro de 2013   | Mandalay Bay Events Center                   | Las Vegas                   |
| 226 | UFC on Fox: Johnson vs. Dodson                                       | 26 de janeiro de 2013    | United Center                                | Chicago                     |
| 225 | UFC on FX: Belfort vs. Bisping                                       | 19 de janeiro de 2013    | Ginásio do Ibirapuera                        | São Paulo                   |
| 224 | UFC 155: Dos Santos vs. Velasquez II                                 | 29 de dezembro de 2012   | MGM Grand Garden Arena                       | Las Vegas                   |
| 223 | The Ultimate Fighter 16 Finale                                       | 15 de dezembro de 2012   | Hard Rock Hotel and Casino                   | Las Vegas                   |
| 222 | UFC on FX: Sotiropoulos vs. Pearson                                  | 14 de dezembro de 2012   | Centro de Convenções e Exposições Gold Coast | Gold Coast                  |
| 221 | UFC on Fox: Henderson vs. Diaz                                       | 8 de dezembro de 2012    | KeyArena                                     | Seattle                     |
| 220 | UFC 154: St.Pierre vs. Condit                                        | 17 de novembro de 2012   | Bell Centre                                  | Montreal                    |
| 219 | UFC on Fuel TV: Franklin vs. Le                                      | 10 de novembro de 2012   | CotaiArena                                   | Cotai                       |
| 218 | UFC 153: Silva vs. Bonnar (UFC Rio III)                              | 13 de outubro de 2012    | HSBC Arena                                   | Rio de Janeiro              |
| 217 | UFC on FX: Browne vs. Pezão                                          | 5 de outubro de 2012     | Target Center                                | Minneapolis                 |
| 216 | UFC on Fuel TV: Struve vs. Miocic                                    | 29 de setembro de 2012   | Capital FM Arena                             | Nottingham                  |
| 215 | UFC 152: Jones vs. Belfort                                           | 22 de setembro de 2012   | Air Canada Centre                            | Toronto                     |
| -   | UFC 151: Jones vs. Henderson (cancelado)                             | 1 de setembro de 2012    | Mandalay Bay Events Center                   | Las Vegas                   |
| 214 | UFC 150: Henderson vs. Edgar II                                      | 11 de agosto de 2012     | Pepsi Center                                 | Denver                      |
| 213 | UFC on Fox: Shogun vs. Vera                                          | 4 de agosto de 2012      | Staples Center                               | Los Angeles                 |
| 212 | UFC 149: Faber vs. Barão                                             | 26 de julho de 2012      | Scotiabank Saddledome                        | Calgary                     |
| 211 | UFC on Fuel TV: Muñoz vs. Weidman                                    | 11 de julho de 2012      | HP Pavilion                                  | San Jose                    |
| 210 | UFC 148: Silva vs. Sonnen II                                         | 7 de julho de 2012       | MGM Grand Garden Arena                       | Las Vegas                   |
| 209 | UFC 147: Silva vs. Frankin II                                        | 23 de junho de 2012      | Mineirinho                                   | Belo Horizonte              |
| 208 | UFC on FX: Maynard vs. Guida                                         | 22 de junho de 2012      | Revel Casino                                 | Atlantic City               |
| 207 | UFC on FX: Johnson vs. McCall                                        | 8 de junho de 2012       | BankAtlantic Center                          | Sunrise                     |
| 206 | The Ultimate Fighter: Live Finale                                    | 1 de junho de 2012       | Palms Casino Resort                          | Las Vegas                   |
| 205 | UFC 146: Dos Santos vs. Mir                                          | 26 de maio de 2012       | MGM Grand Garden Arena                       | Las Vegas                   |
| 204 | UFC on Fuel TV: Korean Zombie vs. Poirier                            | 15 de maio de 2012       | Patriot Center                               | Fairfax                     |
| 203 | UFC on Fox 3: Diaz vs. Miller                                        | 5 de maio de 2012        | Izod Center                                  | East Rutherford             |
| 202 | UFC 145: Jones vs. Evans                                             | 21 de abril de 2012      | Philips Arena                                | Atlanta                     |
| 201 | UFC on Fuel TV: Nogueira vs. Gustafsson                              | 14 de abril de 2012      | Ericsson Globe                               | Estocolmo                   |
| 200 | UFC on FX: Alves vs. Kampmann                                        | 3 de março de 2012       | Allphones Arena                              | Sydney                      |
| 199 | UFC 144: Edgar vs. Henderson (UFC Japão)                             | 26 de fevereiro de 2012  | Saitama Super Arena                          | Saitama                     |
| 198 | UFC on Fuel TV: Sanchez vs. Ellenberger                              | 15 de fevereiro de 2012  | Omaha Civic Auditorium                       | Omaha                       |
| 197 | UFC 143: Diaz vs. Condit                                             | 4 de fevereiro de 2012   | Mandalay Bay Events Center                   | Las Vegas                   |
| 196 | UFC on Fox: Evans vs. Davis                                          | 28 de janeiro de 2012    | United Center                                | Chicago                     |
| 195 | UFC on FX: Guillard vs. Miller                                       | 20 de janeiro de 2012    | Bridgestone Arena                            | Nashville                   |
| 194 | UFC 142: Aldo vs. Mendes (UFC Rio II)                                | 14 de janeiro de 2012    | HSBC Arena                                   | Rio de Janeiro              |
| 193 | UFC 141: Lesnar vs. Overeem                                          | 30 de dezembro de 2011   | MGM Grand Las Vegas                          | Las Vegas                   |
| 192 | UFC 140 Jones vs. Machida                                            | 10 de dezembro de 2011   | Bell Centre                                  | Montreal                    |
| 191 | The Ultimate Fighter: Team Bisping vs. Team Miller Finale            | 3 de dezembro de 2011    | Palms Casino Resort                          | Las Vegas                   |
| 190 | UFC 139: Shogun vs. Henderson                                        | 20 de novembro de 2011   | HP Pavilion                                  | San Jose                    |
| 189 | UFC on Fox: Velasquez vs. Dos Santos                                 | 12 de novembro de 2011   | Honda Center                                 | Anaheim                     |
| 188 | UFC 138: Leben vs. Muñoz                                             | 5 de novembro de 2011    | LG Arena                                     | Birmingham                  |
| 187 | UFC 137: Penn vs. Diaz                                               | 29 de outubro de 2011    | Mandalay Bay Events Center                   | Las Vegas                   |
| 186 | UFC 136: Edgar vs. Maynard III                                       | 8 de outubro de 2011     | Toyota Center                                | Houston                     |
| 185 | UFC Live: Cruz vs. Johnson                                           | 1 de outubro de 2011     | Verizon Center                               | Washington                  |
| 184 | UFC 135: Jones vs. Rampage                                           | 24 de setembro de 2011   | Pepsi Center                                 | Denver                      |
| 183 | UFC Fight Night: Battle on the Bayou                                 | 17 de setembro de 2011   | Ernest N. Morial Convention Center           | New Orleans                 |
| 182 | UFC 134: Silva vs. Okami (UFC Rio I)                                 | 27 de agosto de 2011     | HSBC Arena                                   | Rio de Janeiro              |
| 181 | UFC Live: Hardy vs. Lytle                                            | 14 de agosto de 2011     | Bradley Center                               | Milwaukee                   |
| 180 | UFC 133: Evans vs. Ortiz                                             | 6 de agosto de 2011      | Wells Fargo Center                           | Filadélfia                  |
| 179 | UFC 132: Cruz vs. Faber                                              | 2 de julho de 2011       | Mandalay Bay Events Center                   | Las Vegas                   |
| 178 | UFC Live: Kongo vs. Barry                                            | 28 de junho de 2011      | Consol Energy Center                         | Pittsburgh                  |
| 177 | UFC 131: Dos Santos vs. Carwin                                       | 11 de junho de 2011      | Rogers Arena                                 | Vancouver                   |
| 176 | The Ultimate Fighter: Team Lesnar vs. Team Dos Santos Finale         | 4 de junho de 2011       | Palms Casino Resort                          | Las Vegas                   |
| 175 | UFC 130: Rampage vs. Hamill                                          | 28 de maio de 2011       | MGM Grand Garden Arena                       | Las Vegas                   |
| 174 | UFC 129: St-Pierre vs. Shields                                       | 30 de abril de 2011      | Rogers Centre                                | Toronto                     |
| 173 | UFC Fight Night: Nogueira vs. Davis                                  | 26 de março de 2011      | KeyArena                                     | Seattle                     |
| 172 | UFC 128: Shogun vs. Jones                                            | 19 de março de 2011      | Prudential Center                            | Newark                      |
| 171 | UFC Live: Sanchez vs. Kampmann                                       | 3 de março de 2011       | KFC Yum! Center                              | Louisville                  |
| 170 | UFC 127: Penn vs. Fitch                                              | 27 de fevereiro de 2011  | Acer Arena                                   | Sydney                      |
| 169 | UFC 126: Silva vs. Belfort                                           | 5 de fevereiro de 2011   | Mandalay Bay Events Center                   | Las Vegas                   |
| 168 | UFC: Fight For The Troops 2                                          | 22 de janeiro de 2011    | Fort Hood                                    | Killeen                     |
| 167 | UFC 125: Resolution                                                  | 1 de janeiro de 2011     | MGM Grand Garden Arena                       | Las Vegas                   |
| 166 | UFC 124: St-Pierre vs. Koscheck 2                                    | 11 de dezembro de 2010   | Centre Bell                                  | Montreal                    |
| 165 | The Ultimate Fighter: Team GSP vs. Team Koscheck Finale              | 4 de dezembro de 2010    | Palms Casino Resort                          | Las Vegas                   |
| 164 | UFC 123: Rampage vs. Machida                                         | 20 de novembro de 2010   | The Palace of Auburn Hills                   | Auburn Hills                |
| 163 | UFC 122: Marquardt vs. Okami                                         | 13 de novembro de 2010   | König Pilsener Arena                         | Oberhausen                  |
| 162 | UFC 121: Lesnar vs. Velasquez                                        | 23 de outubro de 2010    | Honda Center                                 | Anaheim                     |
| 161 | UFC 120: Bisping vs. Akiyama                                         | 16 de outubro de 2010    | The O2 Arena                                 | Londres                     |
| 160 | UFC 119: Mir vs. Cro Cop                                             | 25 de setembro de 2010   | Conseco Fieldhouse                           | Indianapolis                |
| 159 | UFC Fight Night: Marquardt vs. Palhares                              | 15 de setembro de 2010   | Frank Erwin Center                           | Austin                      |
| 158 | UFC 118: Edgar vs. Penn 2                                            | 28 de agosto de 2010     | TD Garden                                    | Boston                      |
| 157 | UFC 117: Silva vs. Sonnen                                            | 7 de agosto de 2010      | Oracle Arena                                 | Oakland                     |
| 156 | UFC Live: Jones vs. Matyushenko                                      | 1 de agosto de 2010      | San Diego Sports Arena                       | San DIego                   |
| 155 | UFC 116: Lesnar vs. Carwin                                           | 3 de julho de 2010       | MGM Grand Garden Arena                       | Las Vegas                   |
| 154 | The Ultimate Fighter: Team Liddell vs. Team Ortiz Finale             | 19 de junho de 2010      | Palms Casino Resort                          | Las Vegas                   |
| 153 | UFC 115: Liddell vs. Franklin                                        | 12 de junho de 2010      | General Motors Place                         | Vancouver                   |
| 152 | UFC 114: Rampage vs. Evans                                           | 29 de maio de 2010       | MGM Grand Garden Arena                       | Las Vegas                   |
| 151 | UFC 113: Machida vs. Shogun 2                                        | 8 de maio de 2010        | Centre Bell                                  | Montreal                    |
| 150 | UFC 112: Invincible                                                  | 10 de abril de 2010      | Yas Island                                   | Abu Dhabi                   |
| 149 | UFC Fight Night: Florian vs. Gomi                                    | 31 de março de 2010      | Bojangles Coliseum                           | Charlotte                   |
| 148 | UFC 111: St. Pierre vs. Hardy                                        | 27 de março de 2010      | Prudential Center                            | Newark                      |
| 147 | UFC Live: Vera vs. Jones                                             | 21 de março de 2010      | 1stBank Center                               | Broomfield                  |
| 146 | UFC 110: Nogueira vs. Velasquez                                      | 21 de fevereiro de 2010  | Acer Arena                                   | Sydney                      |
| 145 | UFC 109: Relentless                                                  | 6 de fevereiro de 2010   | Mandalay Bay Events Center                   | Las Vegas                   |
| 144 | UFC Fight Night: Maynard vs. Diaz                                    | 11 de janeiro de 2010    | Patriot Center                               | Fairfax                     |
| 143 | UFC 108: Evans vs. Silva                                             | 2 de janeiro de 2010     | MGM Grand Garden Arena                       | Las Vegas                   |
| 142 | UFC 107: Penn vs. Sanchez                                            | 12 de dezembro de 2009   | FedExForum                                   | Memphis                     |
| 141 | The Ultimate Fighter: Heavyweights Finale                            | 5 de dezembro de 2009    | Palms Casino Resort                          | Las Vegas                   |
| 140 | UFC 106: Ortiz vs. Griffin 2                                         | 21 de novembro de 2009   | Mandalay Bay Events Center                   | Las Vegas                   |
| 139 | UFC 105: Couture vs. Vera                                            | 14 de novembro de 2009   | Manchester Evening News Arena                | Manchester                  |
| 138 | UFC 104: Machida vs. Shogun                                          | 24 de outubro de 2009    | Staples Center                               | Los Angeles                 |
| 137 | UFC 103: Franklin vs. Belfort                                        | 19 de setembro de 2009   | American Airlines Center                     | Dallas                      |
| 136 | UFC Fight Night: Diaz vs. Guillard                                   | 16 de setembro de 2009   | Cox Convention Center                        | Oklahoma City               |
| 135 | UFC 102: Couture vs. Nogueira                                        | 29 de agosto de 2009     | Rose Garden                                  | Portland                    |
| 134 | UFC 101: Declaration                                                 | 8 de agosto de 2009      | Wachovia Center                              | Filadélfia                  |
| 133 | UFC 100: Lesnar vs. Mir                                              | 11 de julho de 2009      | Mandalay Bay Events Center                   | Las Vegas                   |
| 132 | The Ultimate Fighter: United States vs. United Kingdom Finale        | 20 de junho de 2009      | Palms Casino Resort                          | Las Vegas                   |
| 131 | UFC 99: The Comeback                                                 | 13 de junho de 2009      | Lanxess Arena                                | Cologne                     |
| 130 | UFC 98: Evans vs. Machida                                            | 23 de maio de 2009       | MGM Grand Garden Arena                       | Las Vegas                   |
| 129 | UFC 97: Redemption                                                   | 18 de abril de 2009      | Bell Centre                                  | Montreal                    |
| 128 | UFC Fight Night: Condit vs. Kampmann                                 | 1 de abril de 2009       | Sommet Center                                | Nashville                   |
| 127 | UFC 96: Jackson vs. Jardine                                          | 7 de março de 2009       | Nationwide Arena                             | Columbus                    |
| 126 | UFC 95: Sanchez vs. Stevenson                                        | 21 de fevereiro de 2009  | The O2 Arena                                 | Londres                     |
| 125 | UFC Fight Night 17                                                   | 7 de fevereiro de 2009   | USF Sun Dome                                 | Tampa                       |
| 124 | UFC 94: St-Pierre vs. Penn 2                                         | 31 de janeiro de 2009    | MGM Grand Garden Arena                       | Las Vegas                   |
| 123 | UFC 93: Franklin vs. Henderson                                       | 17 de janeiro de 2009    | The O2, Dublin                               | Dublin                      |
| 122 | UFC 92: The Ultimate 2008                                            | 27 de dezembro de 2008   | MGM Grand Garden Arena                       | Las Vegas                   |
| 121 | The Ultimate Fighter: Team Nogueira vs. Team Mir Finale              | 13 de dezembro de 2008   | Palms Casino Resort                          | Las Vegas                   |
| 120 | UFC Fight Night: Fight for the Troops                                | 10 de dezembro de 2008   | Crown Coliseum                               | Fayetteville                |
| 119 | UFC 91: Couture vs. Lesnar                                           | 15 de novembro de 2008   | MGM Grand Garden Arena                       | Las Vegas                   |
| 118 | UFC 90: Silva vs. Côté                                               | 25 de outubro de 2008    | Allstate Arena                               | Rosemot                     |
| 117 | UFC 89: Bisping vs. Leben                                            | 18 de outubro de 2008    | National Indoor Arena                        | Birmingham                  |
| 116 | UFC Fight Night: Diaz vs. Neer                                       | 17 de setembro de 2008   | Omaha Civic Auditorium                       | Omaha                       |
| 115 | UFC 88: Breakthrough                                                 | 6 de setembro de 2008    | Philips Arena                                | Atlanta                     |
| 114 | UFC 87: Seek And Destroy                                             | 9 de agosto de 2008      | Target Center                                | Minneapolis                 |
| 113 | UFC: Silva vs. Irvin                                                 | 19 de julho de 2008      | Palms Casino Resort                          | Las Vegas                   |
| 112 | UFC 86: Jackson vs. Griffin                                          | 5 de julho de 2008       | Mandalay Bay Events Center                   | Las Vegas                   |
| 111 | The Ultimate Fighter: Team Rampage vs. Team Forrest Finale           | 21 de junho de 2008      | The Palms Casino Resort                      | Las Vegas                   |
| 110 | UFC 85: Bedlam                                                       | 7 de junho de 2008       | The O2 arena                                 | Londres                     |
| 109 | UFC 84: Ill Will                                                     | 24 de maio de 2008       | MGM Grand Garden Arena                       | Las Vegas                   |
| 108 | UFC 83: Serra vs. St-Pierre 2                                        | 19 de abril de 2008      | Bell Centre                                  | Montreal                    |
| 107 | UFC Fight Night 13                                                   | 2 de abril de 2008       | Broomfield Event Center                      | Broomfield                  |
| 106 | UFC 82: Pride of a Champion                                          | 1 de março de 2008       | Nationwide Arena                             | Columbus                    |
| 105 | UFC 81: Breaking Point                                               | 2 de fevereiro de 2008   | Mandalay Bay Events Center                   | Las Vegas                   |
| 104 | UFC Fight Night 12                                                   | 23 de janeiro de 2008    | The Palms Casino Resort                      | Las Vegas                   |
| 103 | UFC 80: Rapid Fire                                                   | 19 de janeiro de 2008    | Metro Radio Arena                            | Newcastle                   |
| 102 | UFC 79: Nemesis                                                      | 29 de dezembro de 2007   | Mandalay Bay Events Center                   | Las Vegas                   |
| 101 | The Ultimate Fighter: Team Hughes vs. Team Serra Finale              | 8 de dezembro de 2007    | The Palms Casino Resort                      | Las Vegas                   |
| 100 | UFC 78: Validation                                                   | 17 de novembro de 2007   | Prudential Center                            | Newark                      |
| 99  | UFC 77: Hostile Territory                                            | 20 de outubro de 2007    | U.S. Bank Arena                              | Cincinnati                  |
| 98  | UFC 76: Knockout                                                     | 22 de setembro de 2007   | Honda Center                                 | Anaheim                     |
| 97  | UFC Fight Night 11                                                   | 19 de setembro de 2007   | The Palms Casino Resort                      | Las Vegas                   |
| 96  | UFC 75: Champion vs. Champion                                        | 8 de setembro de 2007    | The O2 arena                                 | Londres                     |
| 95  | UFC 74: Respect                                                      | 25 de agosto de 2007     | Mandalay Bay Events Center                   | Las Vegas                   |
| 94  | UFC 73: Stacked                                                      | 7 de julho de 2007       | ARCO Arena                                   | Sacramento                  |
| 93  | The Ultimate Fighter 5: Team Penn vs. Team Pulver                    | 23 de junho de 2007      | The Palms Casino Resort                      | Las Vegas                   |
| 92  | UFC 72: Victory                                                      | 16 de junho de 2007      | The Odyssey                                  | Belfast, Ulster             |
| 91  | UFC Fight Night 10                                                   | 12 de junho de 2007      | Seminole Hard Rock Hotel and Casino          | Hollywood                   |
| 90  | UFC 71: Liddell vs. Jackson                                          | 26 de maio de 2007       | MGM Grand Garden Arena                       | Las Vegas                   |
| 89  | UFC Fight Night 9                                                    | 5 de maio de 2007        | Palms Casino Resort                          | Las Vegas                   |
| 88  | UFC 70: Nations Collide                                              | 21 de abril de 2007      | Manchester Evening News Arena                | Manchester                  |
| 87  | UFC 69: Shootout                                                     | 7 de abril de 2007       | Toyota Center                                | Houston                     |
| 86  | UFC 68: The Uprising                                                 | 3 de março de 2007       | Nationwide Arena                             | Columbus                    |
| 85  | UFC 67: All or Nothing                                               | 3 de fevereiro de 2007   | Mandalay Bay Events Center                   | Las Vegas                   |
| 84  | UFC Fight Night 8                                                    | 25 de janeiro de 2007    | Seminole Hard Rock Hotel and Casino          | Hollywood                   |
| 83  | UFC 66: Liddell vs. Ortiz 2                                          | 30 de dezembro de 2006   | MGM Grand Garden Arena                       | Las Vegas                   |
| 82  | UFC Fight Night 7                                                    | 13 de dezembro de 2006   | MCAS Miramar                                 | San Diego                   |
| 81  | UFC 65: Bad Intentions                                               | 18 de novembro de 2006   | ARCO Arena                                   | Sacramento                  |
| 80  | The Ultimate Fighter 4 Finale                                        | 11 de novembro de 2006   | Hard Rock Hotel and Casino                   | Las Vegas                   |
| 79  | UFC 64: Unstoppable                                                  | 14 de outubro de 2006    | Mandalay Bay Events Center                   | Las Vegas                   |
| 78  | UFC Ortiz vs. Shamrock 3: The Final Chapter                          | 10 de outubro de 2006    | Seminole Hard Rock Hotel and Casino          | Hollywood                   |
| 77  | UFC 63: Hughes vs. Penn                                              | 23 de setembro de 2006   | Arrowhead Pond of Anaheim                    | Anaheim                     |
| 76  | UFC 62: Liddell vs. Sobral                                           | 26 de agosto de 2006     | Mandalay Bay Events Center                   | Las Vegas                   |
| 75  | UFC Fight Night 6                                                    | 17 de agosto de 2006     | Red Rock Resort Spa and Casino               | Las Vegas                   |
| 74  | UFC 61: Bitter Rivals                                                | 8 de julho de 2006       | Mandalay Bay Events Center                   | Las Vegas                   |
| 73  | UFC Fight Night 5                                                    | 28 de junho de 2006      | Hard Rock Hotel and Casino                   | Las Vegas                   |
| 72  | The Ultimate Fighter 3 Finale                                        | 24 de junho de 2006      | Hard Rock Hotel and Casino                   | Las Vegas                   |
| 71  | UFC 60: Hughes vs. Gracie                                            | 27 de maio de 2006       | Staples Center                               | Los Angeles                 |
| 70  | UFC 59: Reality Check                                                | 15 de abril de 2006      | Arrowhead Pond of Anaheim                    | Anaheim                     |
| 69  | UFC Fight Night 4                                                    | 6 de fevereiro de 2006   | Hard Rock Hotel and Casino                   | Las Vegas                   |
| 68  | UFC 58: USA vs. Canada                                               | 4 de março de 2006       | Mandalay Bay Events Center                   | Las Vegas                   |
| 67  | UFC 57: Liddell vs. Couture 3                                        | 4 de fevereiro de 2006   | Mandalay Bay Events Center                   | Las Vegas                   |
| 66  | Ultimate Fight Night 3                                               | 16 de janeiro de 2006    | Hard Rock Hotel and Casino                   | Las Vegas                   |
| 65  | UFC 56: Full Force                                                   | 19 de novembro de 2005   | MGM Grand Garden Arena                       | Las Vegas                   |
| 64  | The Ultimate Fighter 2 Finale                                        | 5 de novembro de 2005    | Hard Rock Hotel and Casino                   | Las Vegas                   |
| 63  | UFC 55: Fury                                                         | 7 de outubro de 2005     | Mohegan Sun Arena                            | Uncasville                  |
| 62  | UFC Fight Night 2                                                    | 3 de outubro de 2005     | Hard Rock Hotel and Casino                   | Las Vegas                   |
| 61  | UFC 54: Boiling Point                                                | 20 de agosto de 2005     | MGM Grand Garden Arena                       | Las Vegas                   |
| 60  | UFC Fight Night                                                      | 6 de agosto de 2005      | Cox Pavilion                                 | Las Vegas                   |
| 59  | UFC 53: Heavy Hitters                                                | 4 de junho de 2005       | Boardwalk Hall                               | Atlantic City               |
| 58  | The Ultimate Fighter 1 Finale                                        | 9 de abril de 2005       | Cox Pavilion                                 | Las Vegas                   |
| 57  | UFC 52: Couture vs Liddell 2                                         | 16 de fevereiro de 2005  | MGM Grand Garden Arena                       | Las Vegas                   |
| 56  | UFC 51: Super Saturday                                               | 5 de fevereiro de 2005   | Mandalay Bay Events Center                   | Las Vegas                   |
| 55  | UFC 50: The War Of '04                                               | 22 de outubro de 2004    | Boardwalk Hall                               | Atlantic City               |
| 54  | UFC 49: Unfinished Business                                          | 21 de agosto de 2004     | MGM Grand Arena                              | Las Vegas                   |
| 53  | UFC 48: Payback                                                      | 19 de junho de 2004      | Mandalay Bay Events Center                   | Las Vegas                   |
| 52  | UFC 47: It's On!                                                     | 2 de abril de 2004       | Mandalay Bay Events Center                   | Las Vegas                   |
| 51  | UFC 46: Supernatural                                                 | 31 de janeiro de 2004    | Mandalay Bay Events Center                   | Las Vegas                   |
| 50  | UFC 45: Revolution                                                   | 21 de novembro de 2003   | Mohegan Sun Arena                            | Uncasville                  |
| 49  | UFC 44: Undisputed                                                   | 26 de setembro de 2003   | Mandalay Bay Events Center                   | Las Vegas                   |
| 48  | UFC 43: Meltdown                                                     | 6 de junho de 2003       | Thomas and Mack Center                       | Las Vegas                   |
| 47  | UFC 42: Sudden Impact                                                | 25 de abril de 2003      | AmericanAirlines Arena                       | Miami                       |
| 46  | UFC 41: Onslaught                                                    | 28 de fevereiro de 2003  | Boardwalk Hall                               | Atlantic City               |
| 45  | UFC 40: Vendetta                                                     | 22 de novembro de 2002   | MGM Grand Garden Arena                       | Las Vegas                   |
| 44  | UFC 39: The Warriors Return                                          | 27 de setembro de 2002   | Mohegan Sun Arena                            | Uncasville                  |
| 43  | UFC 38: Brawl at the Hall                                            | 13 de junho de 2002      | Royal Albert Hall                            | Londres                     |
| 42  | UFC 37.5: As Real As It Gets                                         | 22 de junho de 2002      | Bellagio                                     | Las Vegas                   |
| 41  | UFC 37: High Impact                                                  | 10 de maio de 2002       | CenturyTel Center                            | Bossier City                |
| 40  | UFC 36: Worlds Collide                                               | 22 de março de 2002      | MGM Grand Garden Arena                       | Las Vegas                   |
| 39  | UFC 35: Throwdown                                                    | 11 de janeiro de 2002    | Mohegan Sun Arena                            | Uncasville                  |
| 38  | UFC 34: High Voltage                                                 | 2 de novembro de 2001    | MGM Grand Garden Arena                       | Las Vegas                   |
| 37  | UFC 33: Victory in Vegas                                             | 28 de setembro de 2001   | Mandalay Bay Events Center                   | Las Vegas                   |
| 36  | UFC 32: Showdown in the Meadowlands                                  | 29 de junho de 2001      | Continental Airlines Arena                   | East Rutherford             |
| 35  | UFC 31: Locked and Loaded                                            | 4 de maio de 2001        | Trump Taj Mahal Casino Resort                | Atlantic City               |
| 34  | UFC 30: Battle on the Boardwalk                                      | 23 de fevereiro de 2001  | Trump Taj Mahal Casino Resort                | Atlantic City               |
| 33  | UFC 29: Defense of the Belts                                         | 16 de dezembro de 2000   | Differ Ariake Arena                          | Tóquio                      |
| 32  | UFC 28: High Stakes                                                  | 17 de novembro de 2000   | Trump Taj Mahal Casino Resort                | Atlantic City               |
| 31  | UFC 27: Ultimate Bad Boyz                                            | 22 de setembro de 2000   | Lakefront Arena                              | New Orleans                 |
| 30  | UFC 26: Ultimate Field Of Dreams                                     | 9 de junho de 2000       | Five Seasons Events Center                   | Cedar Rapids                |
| 29  | UFC 25: Ultimate Japan 3                                             | 14 de abril de 2000      | Yoyogi National Gymnasium                    | Tóquio                      |
| 28  | UFC 24: First Defense                                                | 10 de março de 2000      | Lake Charles Civic Center                    | Lake Charles                |
| 27  | UFC 23: Ultimate Japan 2                                             | 19 de novembro de 1999   | Tokyo Bay NK Hall                            | Chiba                       |
| 26  | UFC 22: Only One Can be Champion                                     | 24 de setembro de 1999   | Lake Charles Civic Center                    | Lake Charles                |
| 25  | UFC 21: Return of the Champions                                      | 16 de julho de 1999      | Five Seasons Events Center                   | Cedar Rapids                |
| 24  | UFC 20: Battle for the Gold                                          | 7 de maio de 1999        | Boutwell Auditorium                          | Birmingham                  |
| 23  | UFC 19: Ultimate Young Guns                                          | 5 de março de 1999       | Casino Magic Bay St. Louis                   | Bay St. Louis               |
| 22  | UFC 18: The Road to the Heavyweight Title                            | 8 de janeiro de 1999     | Pontchartrain Center                         | New Orleans                 |
| 21  | UFC Ultimate Brazil                                                  | 16 de outubro de 1998    | Ginásio da Portuguesa                        | São Paulo                   |
| 20  | UFC 17: Redemption                                                   | 15 de maio de 1998       | Mobile Civic Center                          | Mobile                      |
| 19  | UFC 16: Battle in the Bayou                                          | 13 de março de 1998      | Pontchartrain Center                         | New Orleans                 |
| 18  | UFC Ultimate Japan                                                   | 21 de dezembro de 1997   | Yokohama Arena                               | Yokohama                    |
| 17  | UFC 15: Collision Course                                             | 17 de outubro de 1997    | Casino Magic Bay                             | Bay St. Louis               |
| 16  | UFC 14: Showdown                                                     | 27 de julho de 1997      | Boutwell Auditorium                          | Birmingham                  |
| 15  | UFC 13: The Ultimate Force                                           | 30 de maio de 1997       | Augusta Civic Center                         | Augusta                     |
| 14  | UFC 12: Judgement Day                                                | 7 de fevereiro de 1997   | Dothan Civic Center                          | Dothan                      |
| 13  | UFC The Ultimate Ultimate 2                                          | 7 de dezembro de 1996    | Fair Park Arena                              | Birmingham                  |
| 12  | UFC 11: The Proving Ground                                           | 20 de setembro de 1996   | Augusta Civic Center                         | Augusta                     |
| 11  | UFC 10: The Tournament                                               | 12 de julho de 1996      | Fair Park Arena                              | Birmingham                  |
| 10  | UFC 9: Motor City Madness                                            | 17 de maio de 1996       | Cobo Arena                                   | Detroit                     |
| 9   | UFC 8: David vs. Goliath                                             | 16 de fevereiro de 1996  | Coliseo Rubén Rodríguez                      | San Juan                    |
| 8   | UFC The Ultimate Ultimate                                            | 16 de dezembro de 1995   | Mammoth Gardens                              | Denver                      |
| 7   | UFC 7: The Brawl in Buffalo                                          | 8 de setembro de 1995    | Buffalo Memorial Auditorium                  | Buffalo                     |
| 6   | UFC 6: Clash of the Titans                                           | 14 de julho de 1995      | Casper Events Center                         | Casper                      |
| 5   | UFC 5: The Return of the Beast                                       | 7 de abril de 1995       | Independence Arena                           | Charlotte                   |
| 4   | UFC 4: Revenge of the Warriors                                       | 16 de dezembro de 1994   | Expo Square Pavillion                        | Tulsa                       |
| 3   | UFC 3: The American Dream                                            | 9 de setembro de 1994    | Grady Cole Center                            | Charlotte                   |
| 2   | UFC 2: No Way Out                                                    | 11 de março de 1994      | Mammoth Gardens                              | Denver                      |
| 1   | UFC 1: The Beginninga[›]                                             | 12 de novembro de 1993   | McNichols Sports Arena                       | Denver                      |

^ a: O título original é 'The Ultimate Fighting Championship'.  Porém mudou para 'The Beginning' quando foi vendido em VHS.

## Locais dos eventos
- Número total de eventos: 696

As seguintes cidades foram sedes de eventos do UFC até o UFC 303:
Estados Unidos (total: 493)
- Las Vegas, Nevada (238)
  - UFC Apex (100)
  - MGM Grand Garden Arena (43)
  - Mandalay Bay Events Center (30)
  - T-Mobile Arena (29)
  - Palms Casino Resort (19)
  - Hard Rock Hotel and Casino (9)
  - The Chelsea at The Cosmopolitan (2)
  - Cox Pavilion (2)
  - Bellagio (1)
  - Park MGM (1)
  - Red Rock Resort Spa and Casino (1)
  - The Theater at Virgin Hotels (1)
  - Thomas & Mack Center (1)
- Anaheim, California (10)
- Atlantic City, New Jersey (10)
- Newark, New Jersey (10)
- Houston, Texas (9)
- Denver, Colorado (7)
- Chicago, Illinois (7)
- Boston, Massachusetts (7)
- New York City, New York (7)
- Sacramento, California (6)
- Jacksonville, Florida (6)
- Dallas, Texas (6)
- Nashville, Tennessee (6)
- Los Angeles, California (5)
- New Orleans, Louisiana (5)
- Charlotte, North Carolina (5)
- Austin, Texas (5)
- Birmingham, Alabama (4)
- Phoenix, Arizona (4)
- San Diego, California (4)
- San Jose, California (4)
- Uncasville, Connecticut (4)
- Hollywood, Florida (4)
- Orlando, Florida (4)
- Atlanta, Georgia (4)
- Columbus, Ohio (4)
- Broomfield, Colorado (3)
- Tampa, Florida (3)
- Minneapolis, Minnesota (3)
- Brooklyn, New York (3)
- Philadelphia, Pennsylvania (3)
- Pittsburgh, Pennsylvania (3)
- San Antonio, Texas (3)
- Salt Lake City, Utah (3)
- Fairfax, Virginia (3)
- Seattle, Washington (3)
- Milwaukee, Wisconsin (3)
- Glendale, Arizona (2)
- Inglewood, California (2)
- Washington, District of Columbia (2)
- Miami, Florida (2)
- Sunrise, Florida (2)
- Augusta, Georgia (2)
- Indianapolis, Indiana (2)
- Cedar Rapids, Iowa (2)
- Lake Charles, Louisiana (2)
- Detroit, Michigan (2)
- Bay St. Louis, Mississippi (2)
- Kansas City, Missouri (2)
- Omaha, Nebraska (2)
- East Rutherford, New Jersey (2)
- Buffalo, New York (2)
- Cincinnati, Ohio (2)
- Oklahoma City, Oklahoma (2)
- Tulsa, Oklahoma (2)
- Portland, Oregon (2)
- Norfolk, Virginia (2)
- Dothan, Alabama (1)
- Mobile, Alabama (1)
- Fresno, California (1)
- Oakland, California (1)
- Mashantucket, Connecticut (1)
- Duluth, Georgia (1)
- Boise, Idaho (1)
- Rosemont, Illinois (1)
- Wichita, Kansas (1)
- Fort Campbell, Kentucky (1)
- Louisville, Kentucky (1)
- Bossier City, Louisiana (1)
- Bangor, Maine (1)
- Baltimore, Maryland (1)
- Auburn Hills, Michigan (1)
- St. Louis, Missouri (1)
- Lincoln, Nebraska (1)
- Albuquerque, New Mexico (1)
- Rio Rancho, New Mexico (1)
- Albany, New York (1)
- Elmont, New York (1)
- Rochester, New York (1)
- Uniondale, New York (1)
- Utica, New York (1)
- Fayetteville, North Carolina (1)
- Raleigh, North Carolina (1)
- Cleveland, Ohio (1)
- Greenville, South Carolina (1)
- Sioux Falls, South Dakota (1)
- Memphis, Tennessee (1)
- Fort Hood, Texas (1)
- Casper, Wyoming (1)
- Ledyard, Connecticut (1)

Brasil (total: 39)
- Rio de Janeiro (11)
- São Paulo (9)
- Brasília, Distrito Federal (3)
- Fortaleza (3)
- Barueri (2)
- Belo Horizonte (2)
- Goiânia (2)
- Jaraguá do Sul (2)
- Belém (1)
- Curitiba (1)
- Natal (1)
- Porto Alegre (1)
- Uberlândia, MInas Gerais (1)

Canadá (total: 33)
- Toronto, Ontario (7)
- Montreal, Quebec (7)
- Vancouver, British Columbia (6)
- Calgary, Alberta (2)
- Edmonton, Alberta (2)
- Winnipeg, Manitoba (2)
- Halifax, Nova Scotia (2)
- Ottawa, Ontario (2)
- Moncton, New Brunswick (1)
- Quebec City, Quebec (1)
- Saskatoon, Saskatchewan (1)

Reino Unido (total: 28)
- Londres (15)
- Manchester (4)
- Birmingham (2)
- Belfast (2)
- Glasgow (2)
- Liverpool (1)
- Newcastle (1)
- Nottingham (1)

Emirados Árabes Unidos (total: 18)
- Abu Dhabi (18)

Austrália (total: 17)
- Sydney (6)
- Melbourne (4)
- Adelaide (2)
- Brisbane (2)
- Perth (2)
- Gold Coast (1)

Japão (total: 9)
- Saitama (5)
- Tóquio (2)
- Chiba (2)
- Yokohama (1)

México (total: 7)
- Cidade do México (6)
- Monterrei (1)

China (total: 6)
- Macau (3)
- Beijing (1)
- Shanghai (1)
- Shenzhen (1)

Alemanha (total: 6)
- Berlim (2)
- Hamburgo (2)
- Colônia (1)
- Oberhausen (1)

Singapura (total: 6)
- Kallang (5)
- Marina Bay (1)

Suécia (total: 6)
- Estocolmo (6)

Irlanda (total: 3)
- Dublin (3)

Nova Zelândia (total: 3)
- Auckland (3)

Rússia (total: 3)
- Moscovo (2)
- São Petersburgo (1)

França (total: 2)
- Paris (2)

Países Baixos (total: 2)
- Roterdão

Polónia (total: 2)
- Gdansk (1)
- Cracóvia (1)

Coreia do Sul (total: 2)
- Busan (1)
- Seul (1)

Porto Rico (total: 1)
- Bayamón (1)

Arábia Saudita (total: 1)
- Riad (1)